# Sant Agustí (París)
L'església de Sant Agustí de París (francès: église Saint-Augustin) és una gran església francesa construïda entre 1860-1871 per Victor Baltard en un estil eclèctic, ubicada en el 8è districte de París. Té gairebé 100 m de longitud i una cúpula de més de 60 metres. Va ser un dels primers edificis d'envergadura construïts a París amb estructura metàl·lica. Es troba just darrere de la plaça de la Madeleine, en l'estació de metro de Sant Agustí.
La façana de Sant Agustí es caracteritza per la presència dels quatre evangelistes sobre arcades i, per sobre d'ells, els dotze apòstols, amb la rosassa al damunt. Els seus vitralls representen bisbes i màrtirs dels primers segles. L'església compta amb pintures de William-Adolphe Bouguereau, Jean-Hippolyte Flandrin, Émile Signol, Alexandre-Dominique Denuelle i escultures d'Albert-Ernest Carrier-Belleuse i Henri Chapu. Una estàtua de Joana d'Arc, realitzada per l'escultor i pintor Paul Dubois, va ser erigida enfront de l'església en 1896.
És famosa per haver estat el lloc en el qual s'hauria desencadenat la conversió de Charles de Foucauld (més tard beat) per part del seu rector, el pare Henri Huvelin, un notable confessor.

## Història
Durant el regnat de Napoleó III en les dècades de 1850 i 1860, París va experimentar una dràstica transformació sota la direcció de Georges Eugène Haussmann, llavors prefecte de la capital. Haussmann va obrir molts bulevards, amples i rectilinis, a través del dens i concorregut teixit de la ciutat medieval, situant prominents edificis públics en els extrems dels passejos per aconseguir impressionants perspectives.

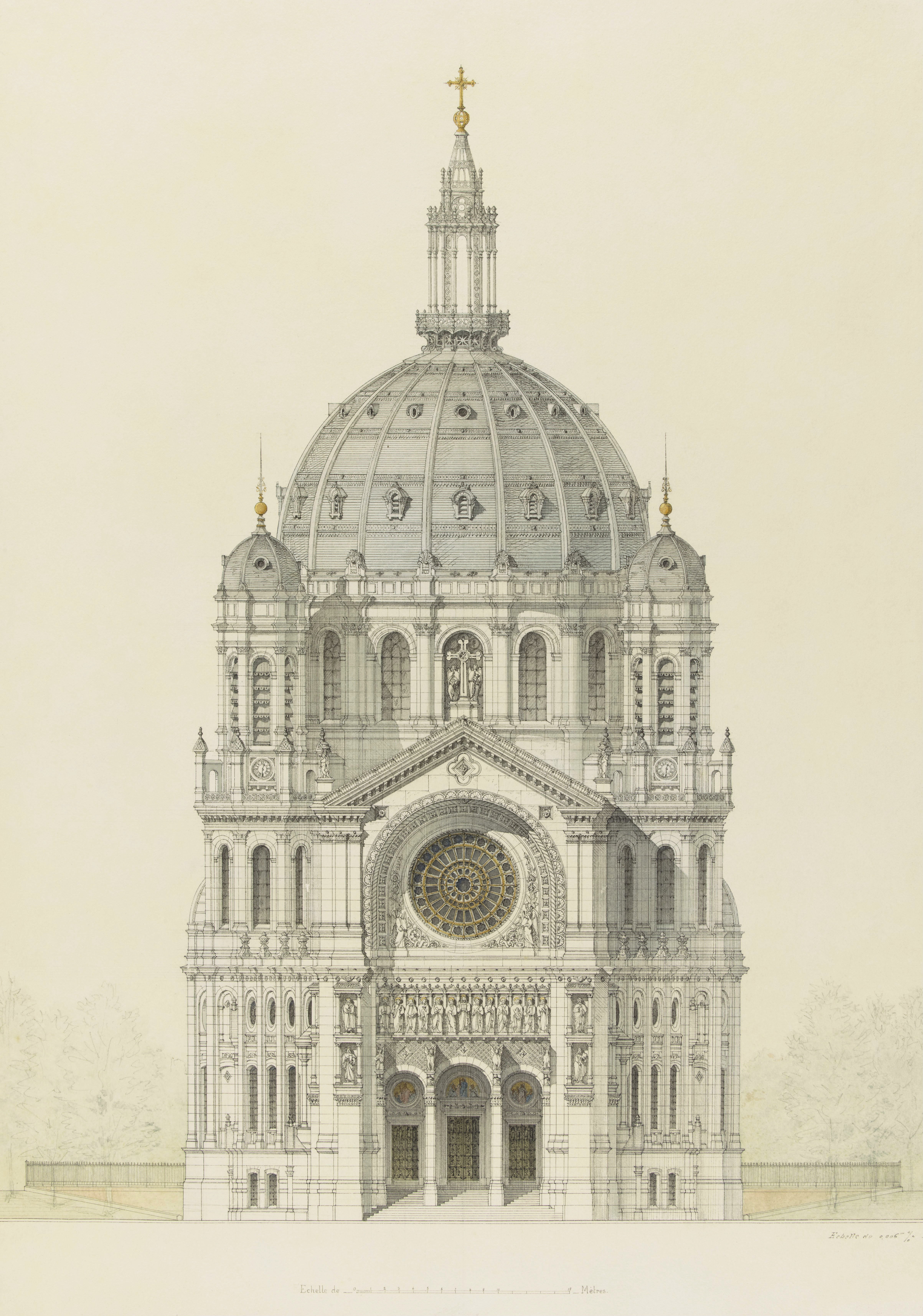
Alçat original de Victor Baltard

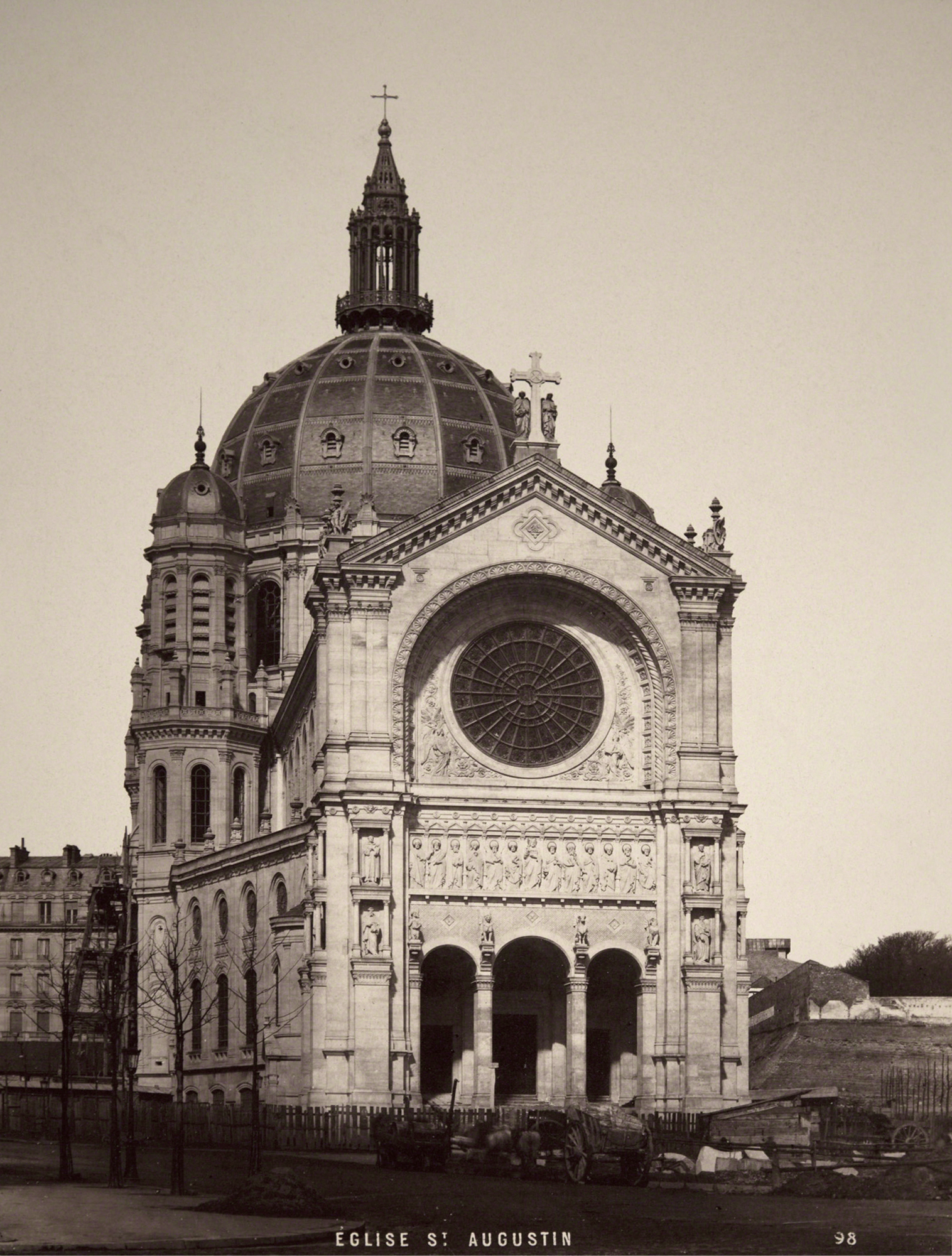
L'església abans d'acabar-se en una fotografia Achille Quinet (ca. 1870)

El boulevard Malesherbes va ser obert tallant en direcció nord-oest des de la Madeleine. Sant Agustí va ser construït per proporcionar un contrapunt a les famoses columnes de la Madeleine en l'altre extrem del bulevard. També va ser dissenyat per ser visible des de l'Arc de Triomf mirant a baix a través de l'avinguda de Friedland. El lloc triat, un lot de forma irregular en la intersecció de quatre carrers, i la necessitat d'elevar una cúpula de 60 m de manera que fos visible des de l'Arc de Triomf, van dictar les proporcions inusuals de l'edifici.
L'església va ser dissenyada pel company protestant de Haussmann, l'arquitecte Victor Baltard qui també va dissenyar el famós mercat dels Trobis. Va ser construïda entre 1860 i 1871, al barri de la Petita Polònia, actualment la plaça Saint-Augustin. En el mes de gener de 1867, l'abat Langénieux va ser traslladat a la nova església parroquial dedicada a sant Agustí d'Hipona. Aquesta zona de la capital veia elevar-se sobre les seves àmplies avingudes, al voltant de la nova església llavors en construcció, les luxoses mansions de la societat aristocràtica. L'abat va accelerar la marxa de les obres de l'església, va fer construir la gran rectoría on el capellà i vint vicaris tenien una habitació senzilla, però còmoda i ben condicionada. Si bé l'ús que va fer Baltard del ferro en l'estructura de Sant Augusti va ser lloat per la seva inventiva,[3] algun crític ha descrit l'església com «una monstruositat: ridículament situada, sense proporció, aixafada sota una cúpula descomunal».[4] El barri al voltant de l'església és ara és un dels barris més cars de París.[5]
La voluntat de construir aquest edifici bé a la vista va tenir, no obstant això, un inconvenient. Situat en l'encreuament del bulevard Haussmann i el boulevard Malesherbes, tots dos de molta circulació i en una zona pavimentada amb llambordes, causaven que l'església fos sens dubte una de les més sorolloses de París, sentint-se el soroll del tràfic encara a l'interior de la nau, la qual cosa no era propici per a recolliment.
Napoleó III va decidir que la cripta de l'església albergaria les sepultures dels prínceps de la família imperial, les dels emperadors i emperadrius abans de reposar en la Basílica de Saint-Denis. Encara que destinat a ser el lloc de descans del mateix Napoleó III i de l'emperadriu Eugenia, tots dos van morir en l'exili i van ser enterrats en l'abadia de Sant Miquel, en Farnborough, Anglaterra.
Va ser en aquesta església on s'hauria desencadenat la conversió de Charles de Foucauld (més tard beat) per part del seu rector, el pare Henri Huvelin, un notable confessor.

## Descripció

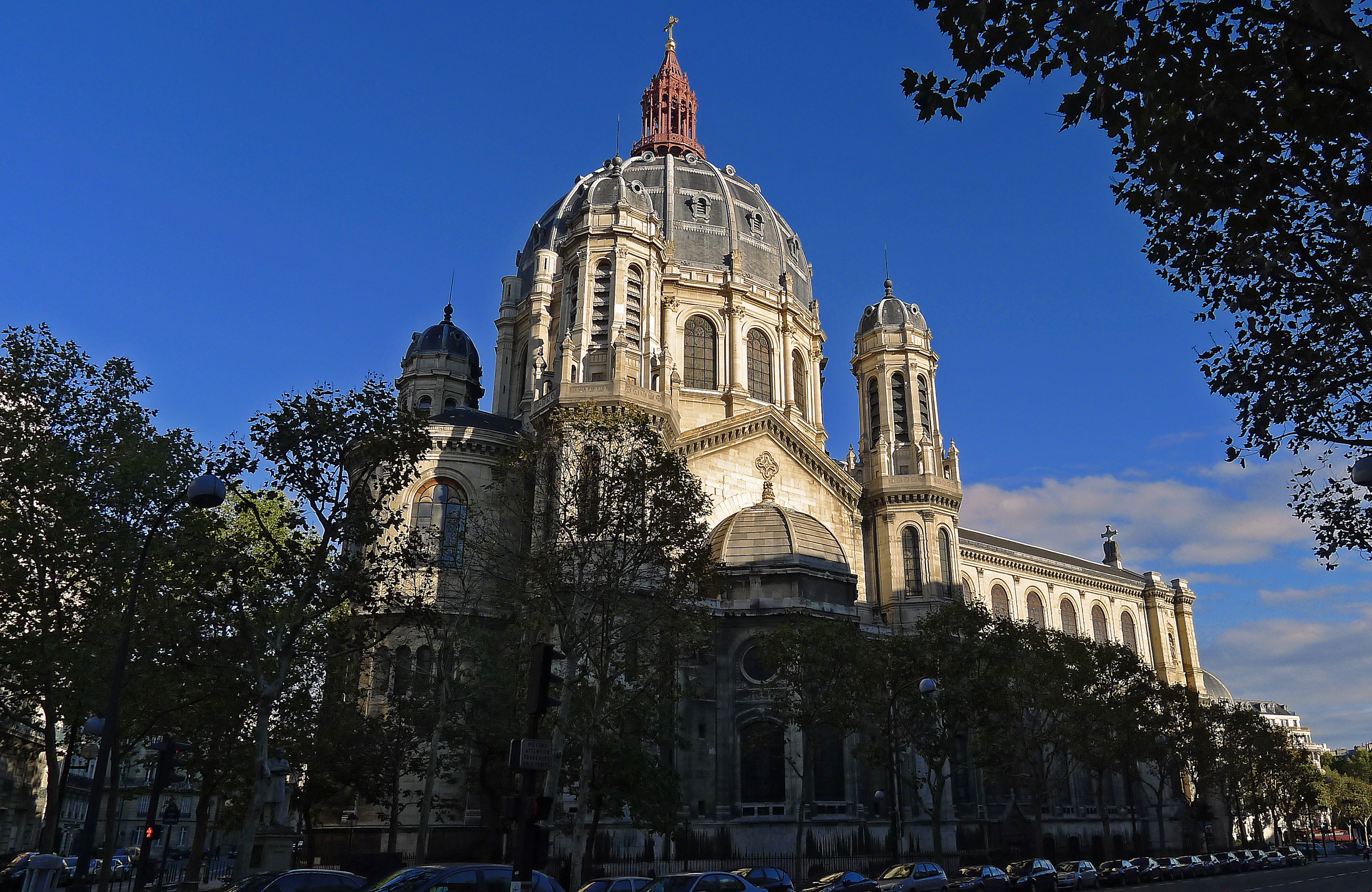
Vista des del boulevard Malesherbes amb les cúpules pseudo-romanes d'Orient

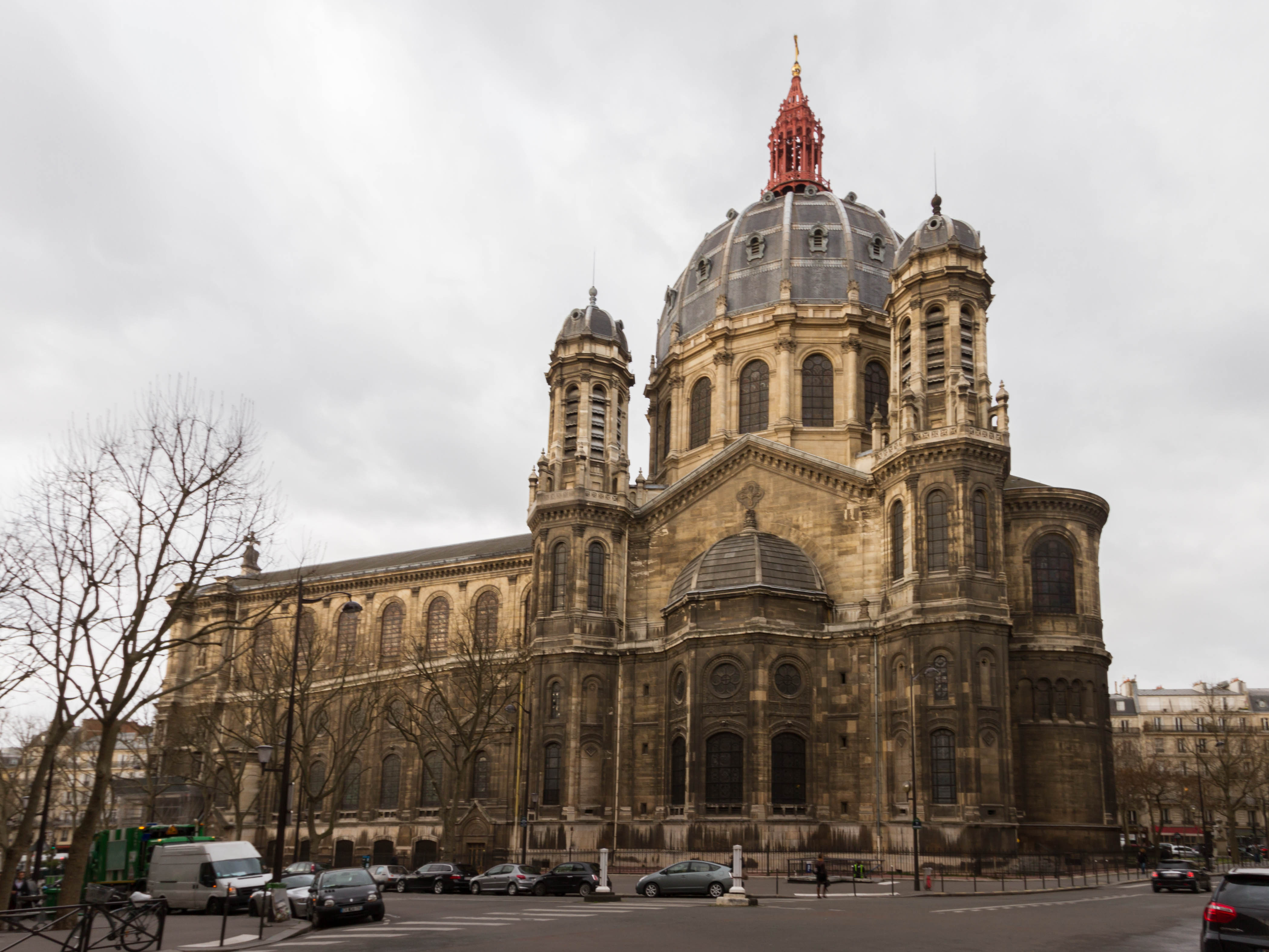
Exterior del flanc dret

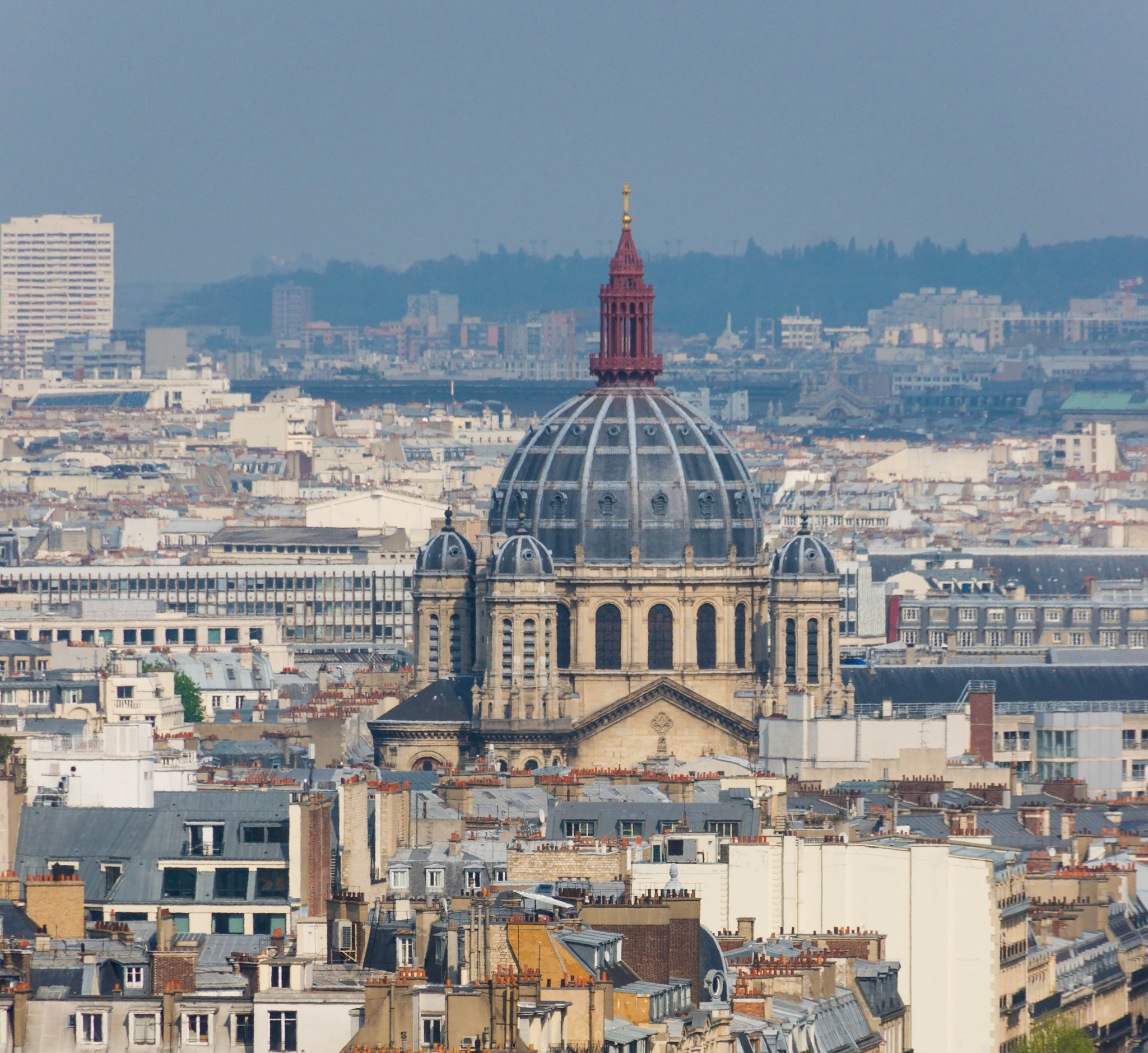
La cúpula en el perfil de la capital

Construïda per Victor Baltard (arquitecte de Les Halles de París), aquesta església troba la seva originalitat en la seva estructura més que en el seu estil eclèctic, inspirat en l'art romànic i el romà d'Orient. De fet, va ser el primer edifici d'aquesta envergadura a utilitzar una ossada metàl·lica. Presenta gairebé 100 metres de longitud i la seva cúpula s'eleva a més de 60 metres. Gràcies a l'estructura metàl·lica, no té els contraforts habituals. No sent la superfície rectangular, la planta té una façana estreta i un gran cor. 

Exterior de la iglesia
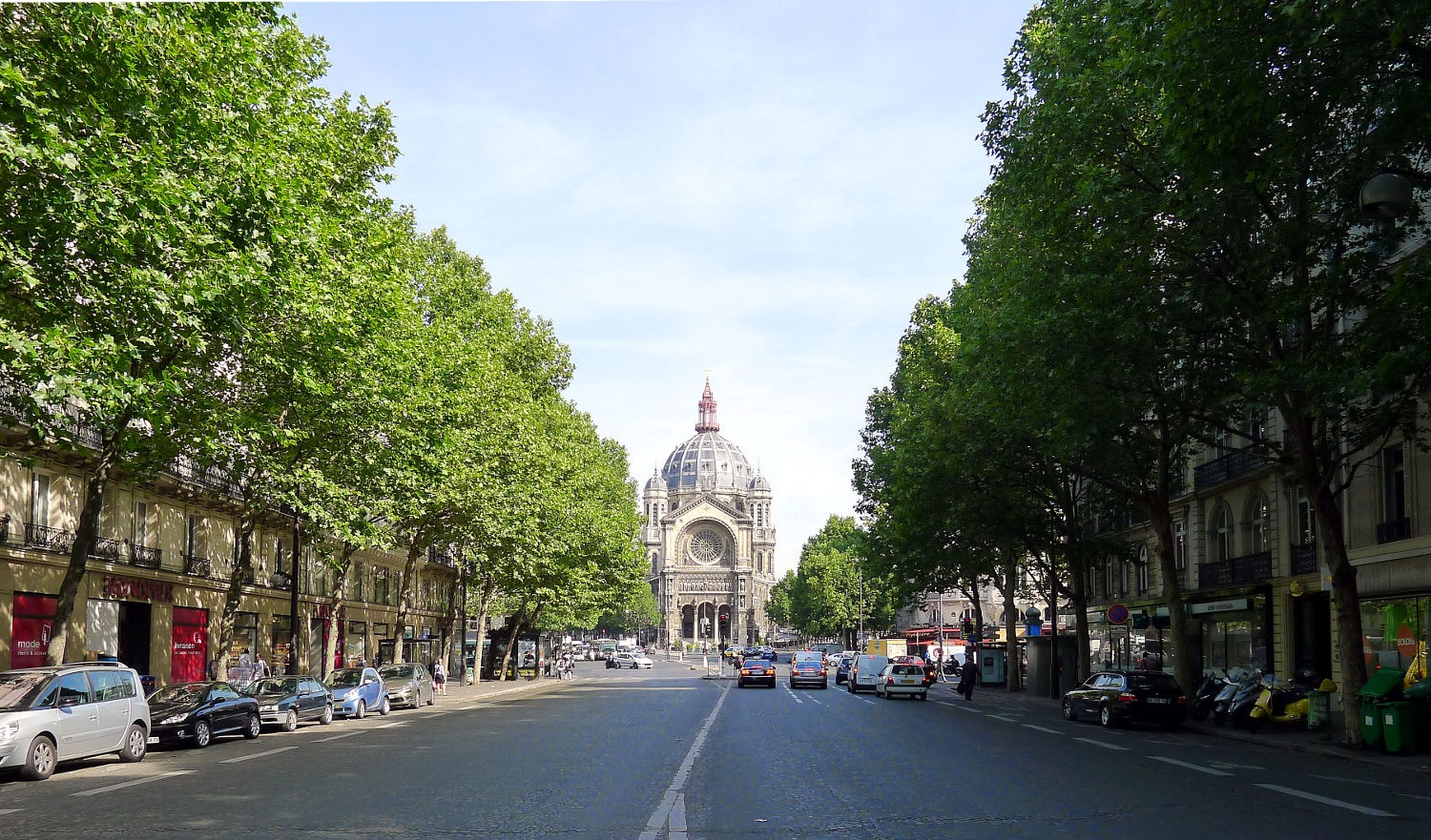
El boulevard Malesherbes, amb Sant Agustín en perspectiva
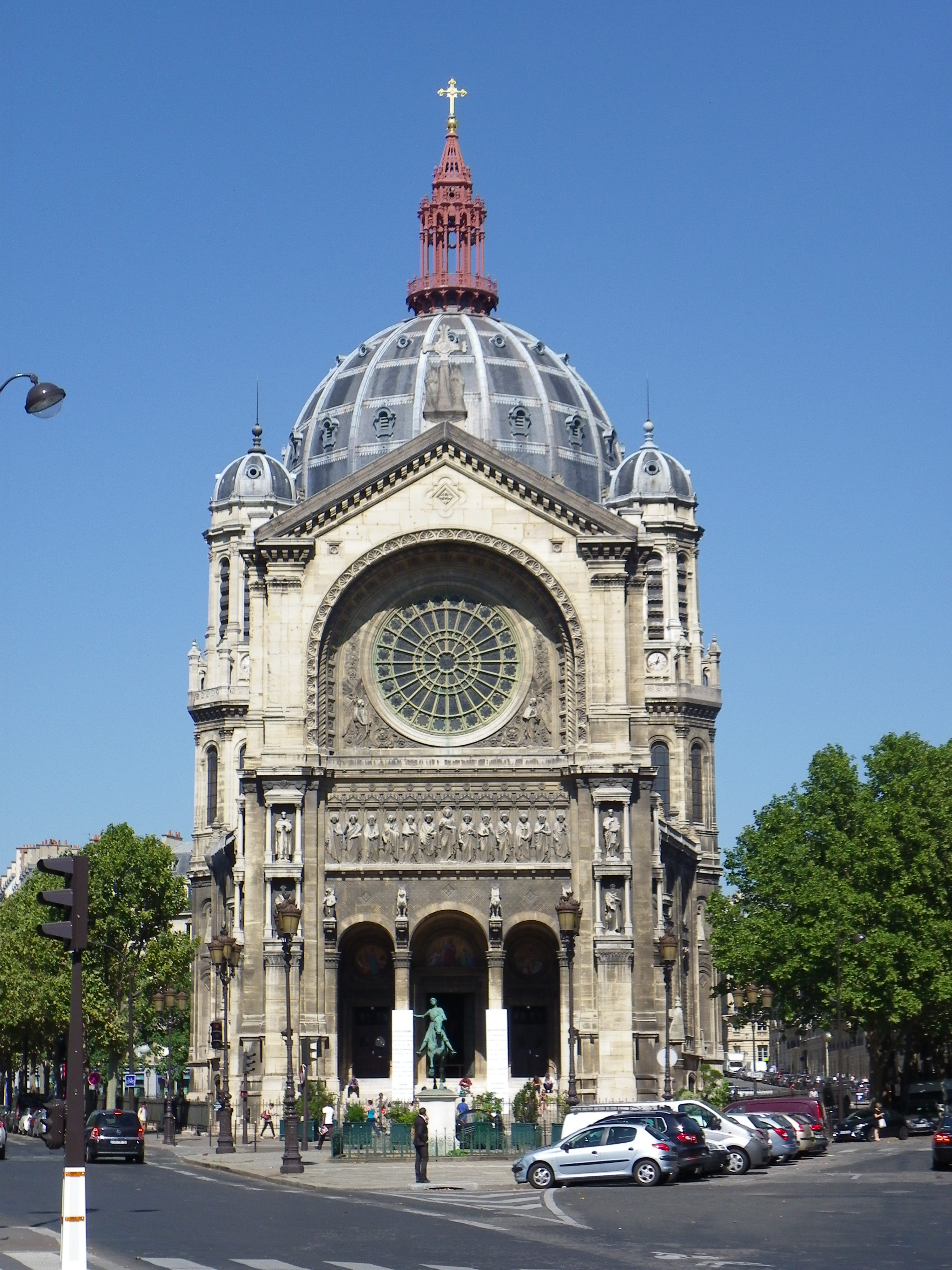
Vista del conjunt
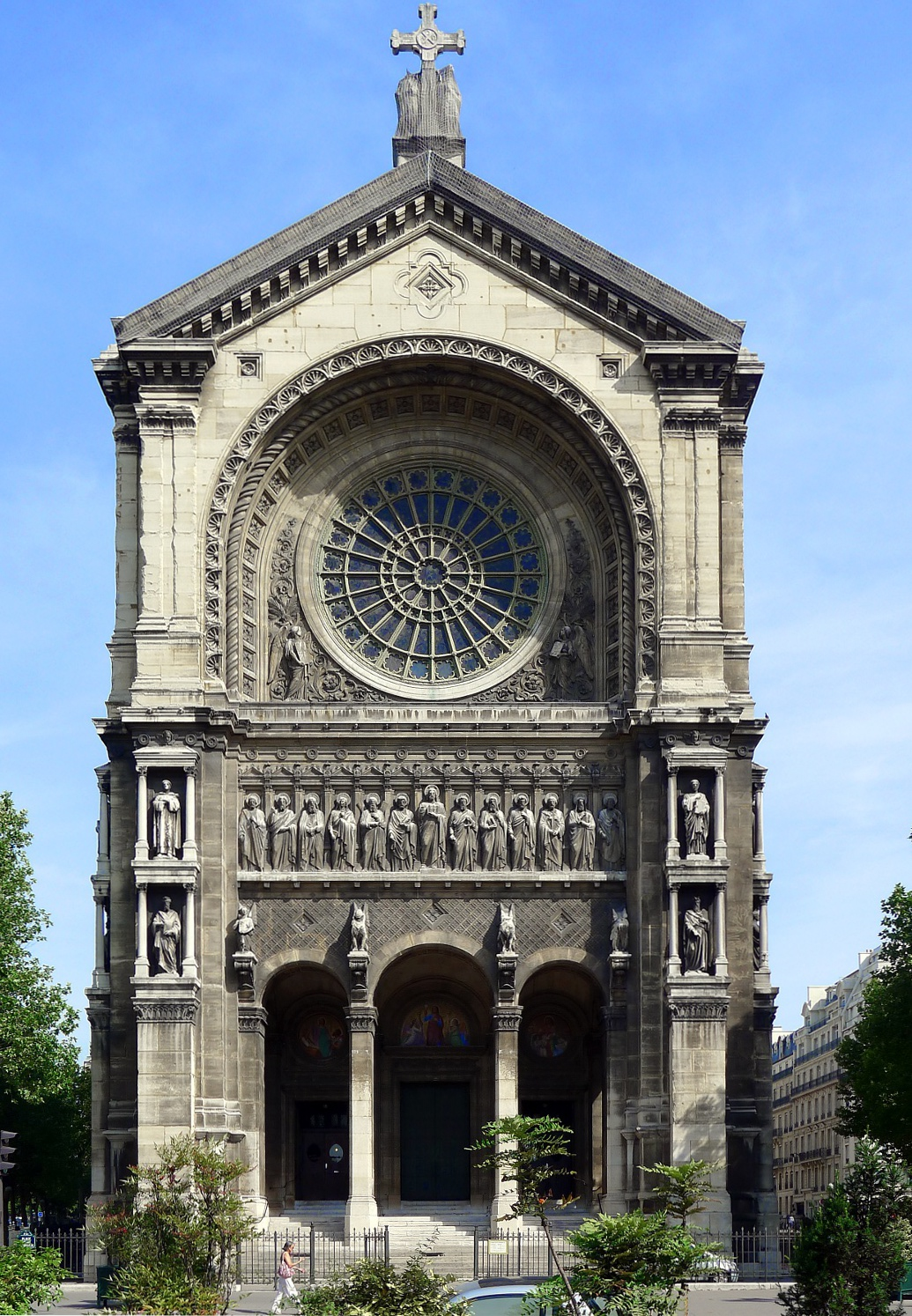
La façana
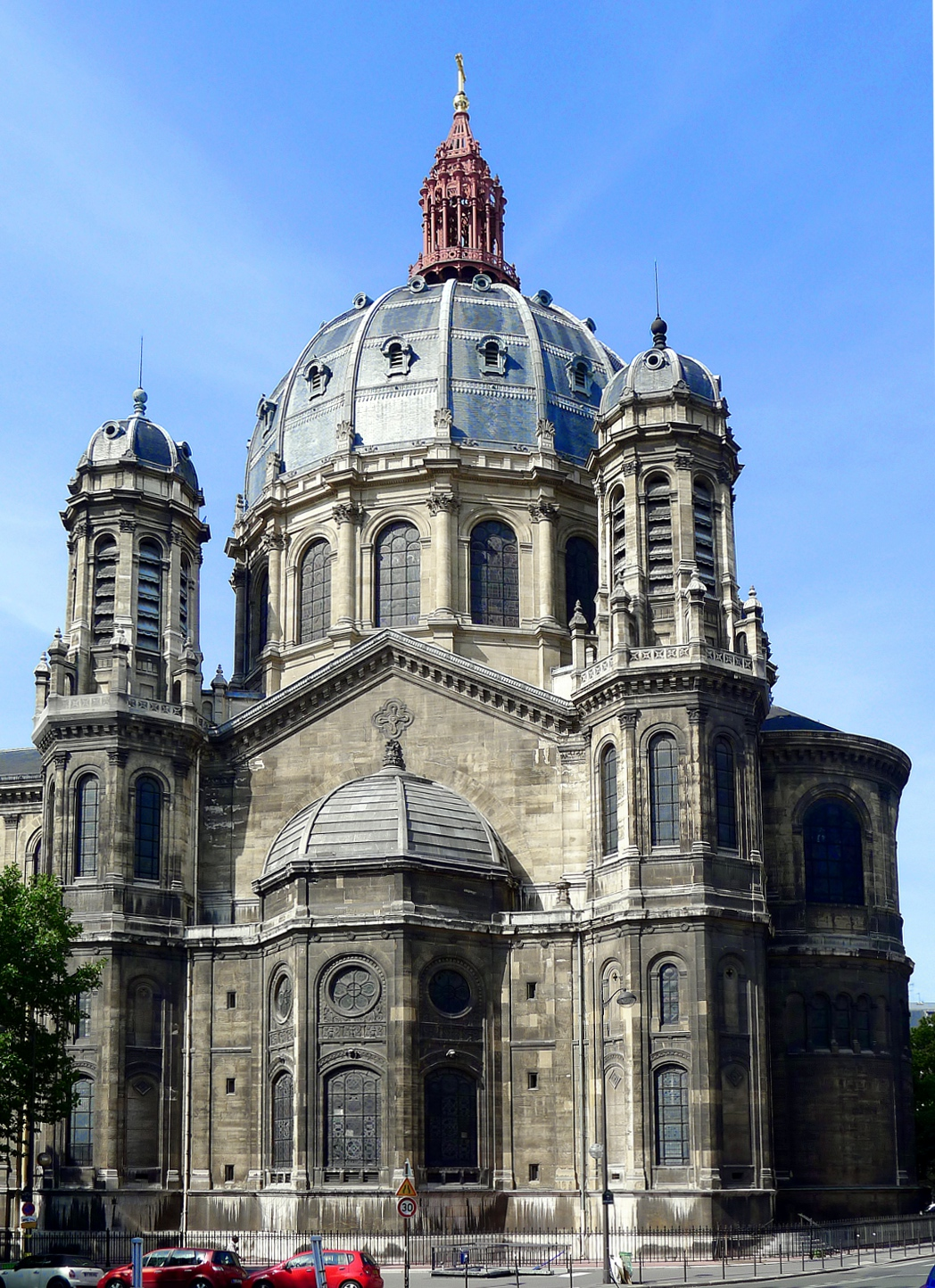
La capçalera i la cúpula

### Arquitectura
Des del punt de vista de l'estil, l'església té una particular forma d'Eclecticisme, amb clares referències als estils neoromànic i neobizantí. L'església té una estructura metàl·lica completament autoportant, que no necessita contraforts. Aquesta estructura, a diferència d'altres edificis similars dissenyats en aquest moment a la capital, com l'església de Sant Ambrosio (1863-1868) o la basílica de Santa Clotilde (1846-1857), no s'oculta íntegrament amb un revestiment de pedra, sinó que està integrada, convertint-se també en una part efectiva de l'aparell decoratiu de l'edifici.
A l'interior, les columnes i les nervadures en ferro colat, igualment exposades, constitueixen una exemplificació de la particular tècnica constructiva i també assumeixen funcions decoratives. Des d'aquest punt de vista, l'església de Sant Agustín és particularment representativa de les tecnologies i de les passions tècnic-estètiques d'aquest moment.

### Exterior
El solar en el qual es va aixecar l'església era de forma triangular. L'edifici va ser adaptat a aquesta restricció resolent la planta amb un front estret i alt darrere del que s'estén una àmplia tribuna. Són les capelles laterals les que regularitzen el volum de la nau, sent cada vegada més gran a mesura que s'avança cap al cor. Entre les crítiques a l'edifici, es va parlar que era la planificació urbana la que hauria d'haver estat al servei de l'arquitectura i no al contrari.

La façana de l'església és a dues aigües, precedida per un curt tram d'escales; gran part de l'informe està incrustat en un gran arc de mig punt que descansa sobre dos grans pilars laterals decorats amb les estàtues de Moisés (part inferior esquerra), Sant Tomàs d'Aquino (a dalt a l'esquerra), Elías (a baix a la dreta) i Sant Agustí (a dalt a la dreta). En la part inferior de la façana, s'obren les tres arcades que donen accés al pòrtic, col·locades en correspondència amb els portals, cadascun dels quals està coronada per una pintura que representa una de les tres virtuts teologales. Sobre els pilars que suporten els tres arcs, estan els símbols dels Quatre Evangelistes, mentre que per sobre de les arcades del pòrtic i, sota la rosassa, hi ha un alt relleu que representa a Jesús entre els dotze Apòstols.

Detalls de la façana meridional, amb els símbols dels quatre Evangelistes
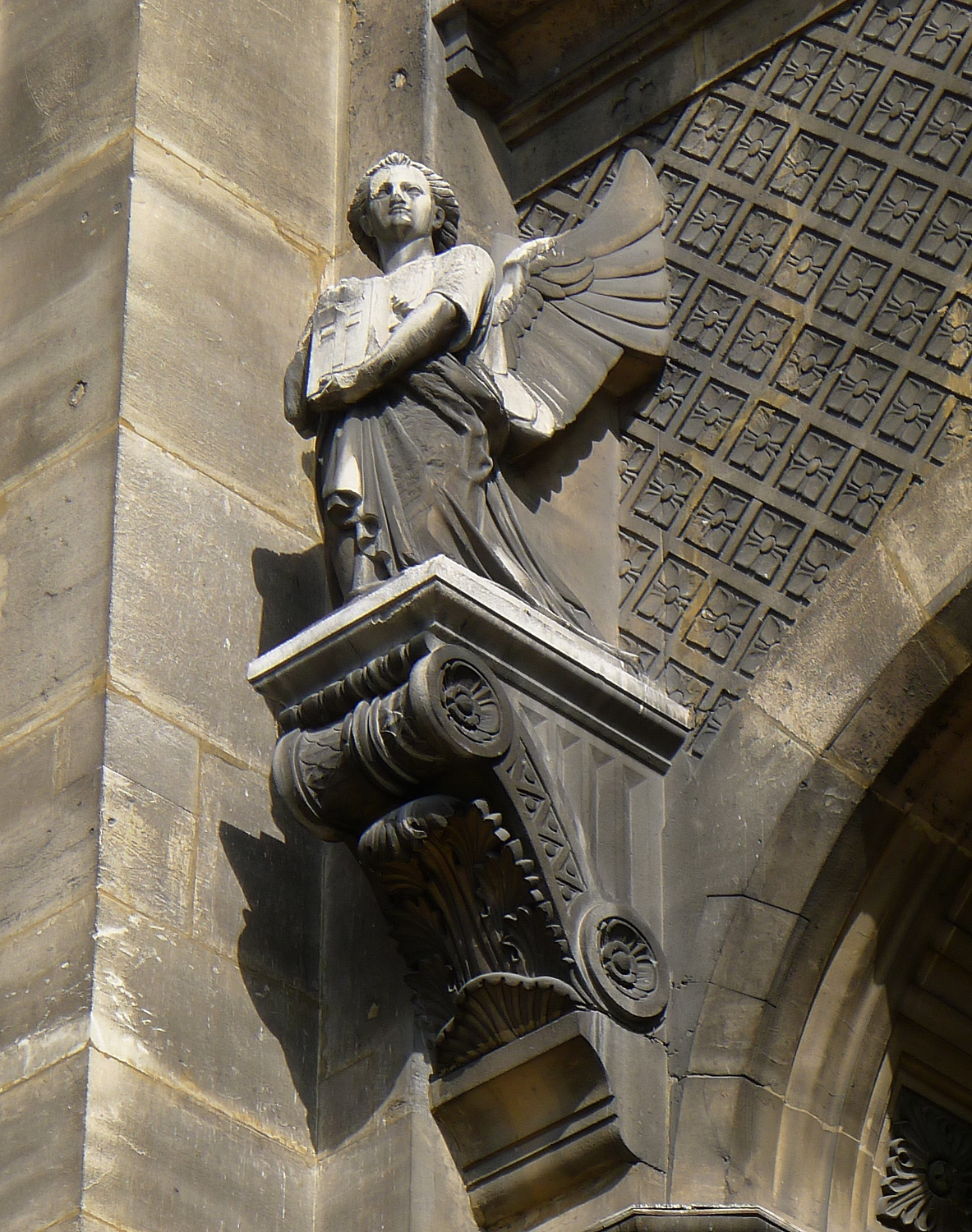
Mateu (arcàngel)
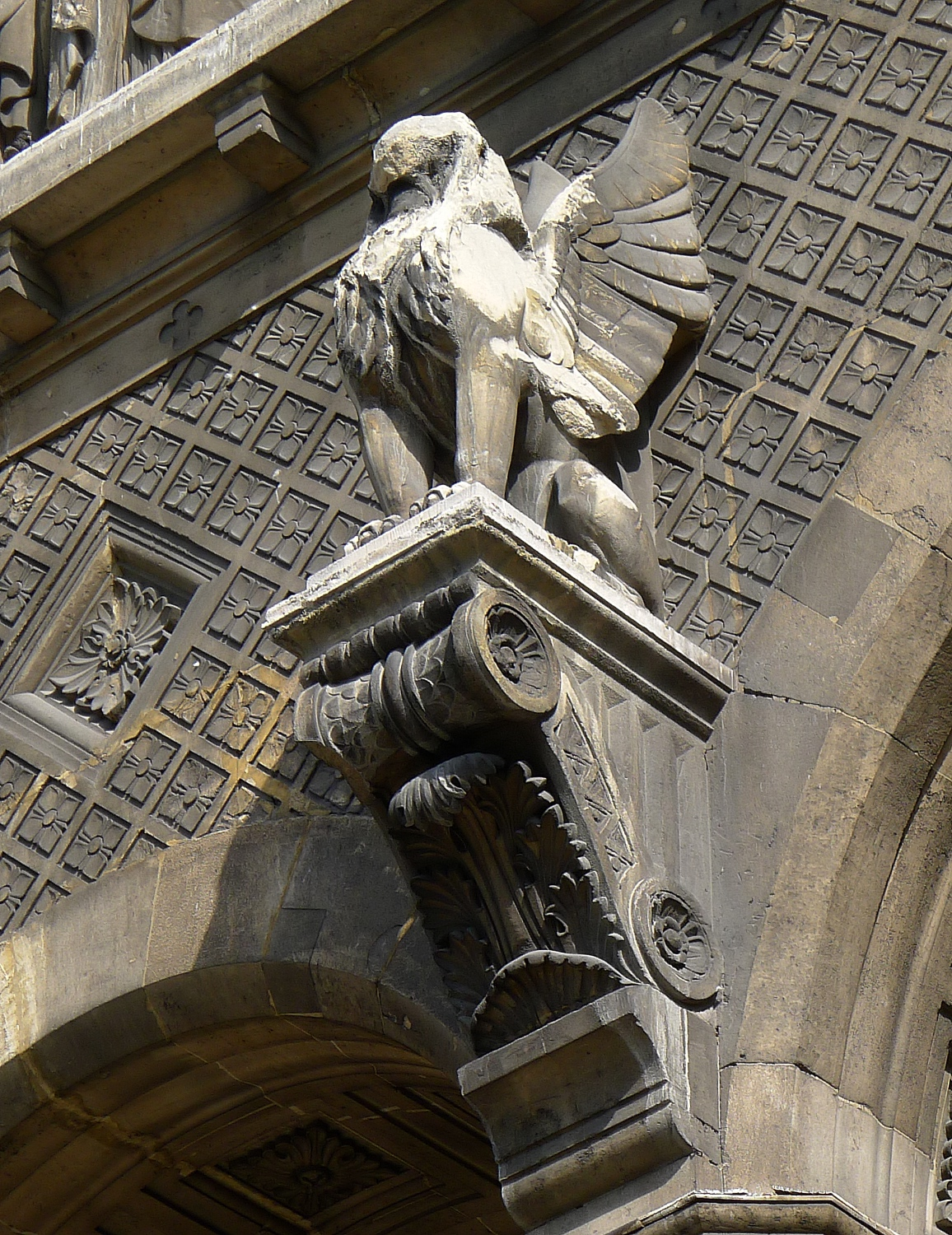
Marc (lleó)
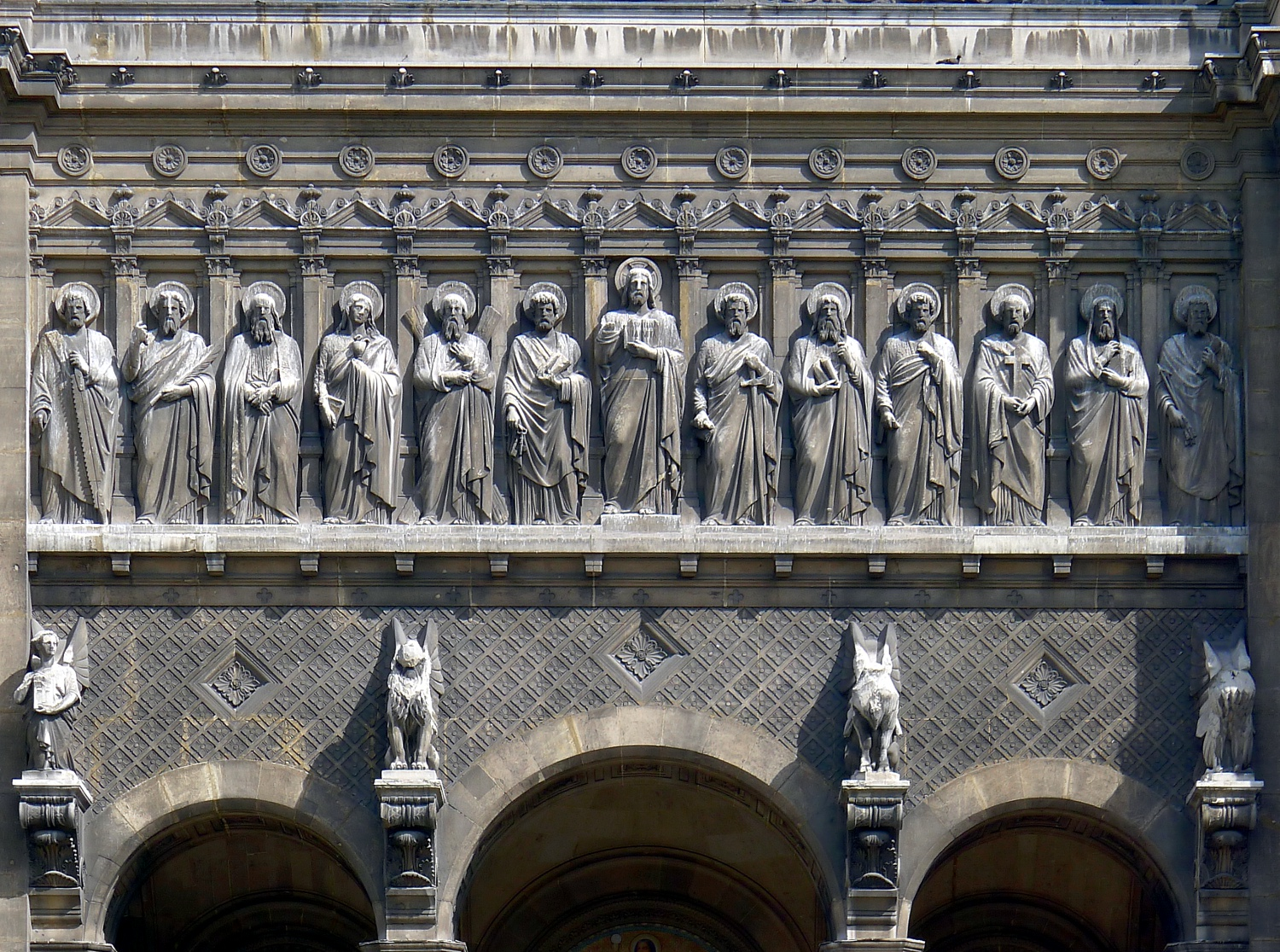
Fris amb Jesús entre els dotze Apòstols
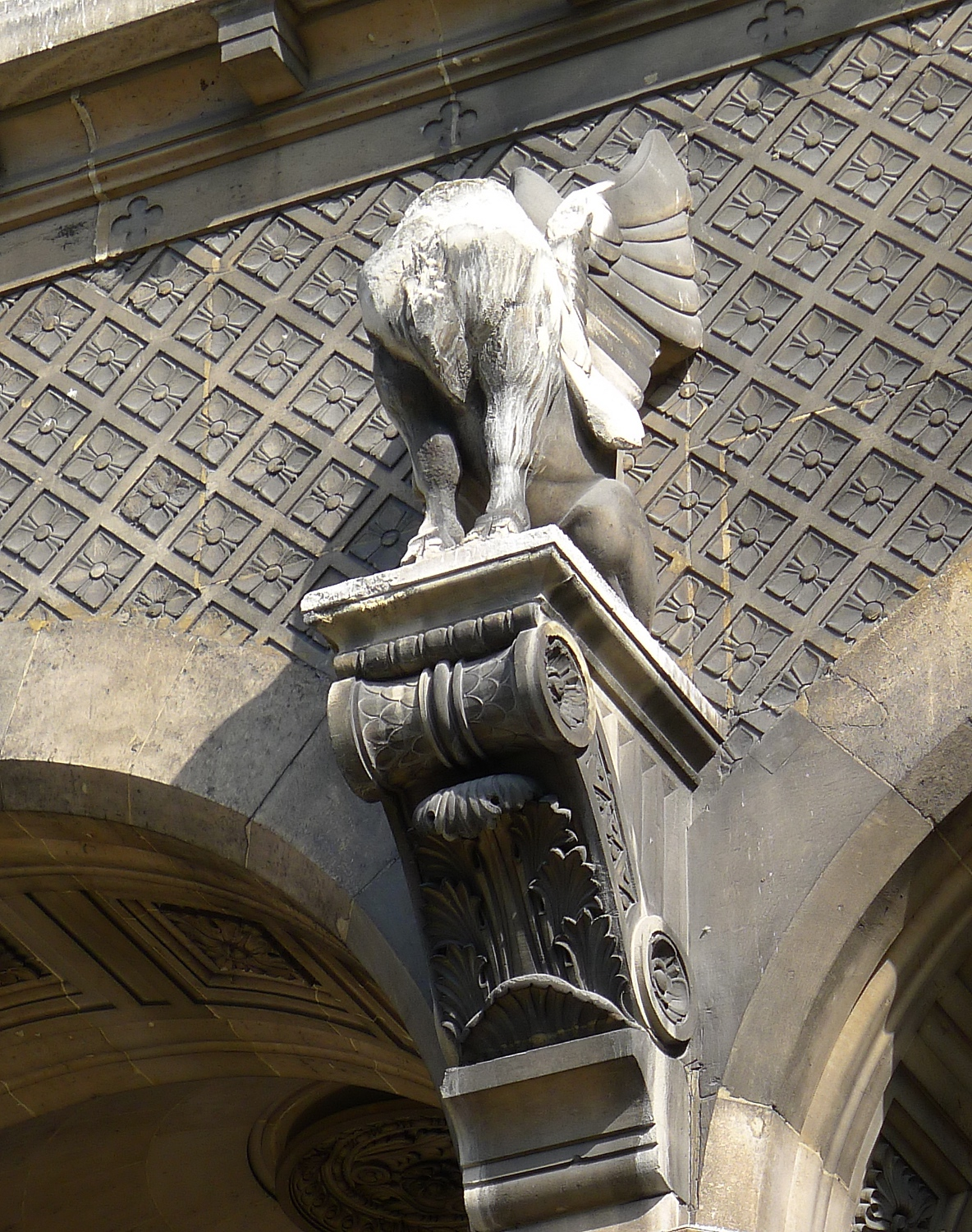
Lluc (bou)
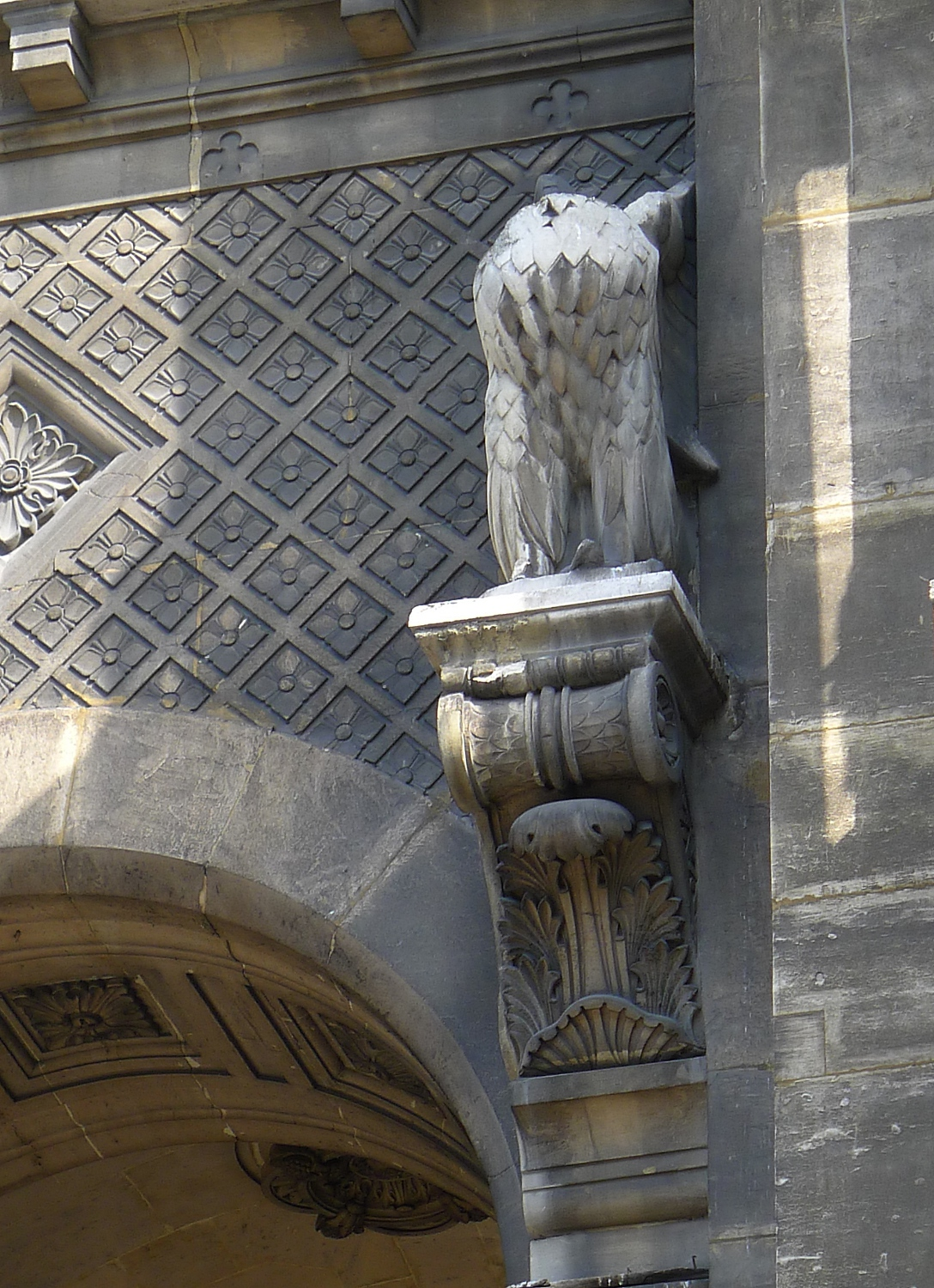
Joan (àguila)

La tribuna es caracteritza per l'alta cúpula amb tambor, en el qual s'obren grans finestres d'arcs de mig punt alternant amb columnes corínties. La llanterna, feta enterament de ferro colat, va anar durament criticada durant la guerra francoprussiana (juliol de 1870 a maig de 1871) en ser assimilada amb els cascos militars del regne de Prússia, també en referència a la fe protestant de Victor Baltard. La cúpula està sostinguda per quatre torres campanar de planta octogonal.

### Interior
L'aula és d'una nau única amb set arcades en cada costat, de les quals les cinc primeres corresponen a sengles capelles laterals, cada vegada més grans anant des de la contrafaçana cap a la tribuna. La volta està sostinguda per arcs ribassati en ferro colat recolzats sobre esveltes columnes del mateix material, amb la part superior de cadascuna d'elles amb una estàtua representant a un àngel. En la part superior de la paret està el trifori del matroneu i, més amunt, el claristori, compost per grans finestres d'arc de mig punt amb vitralls policromos amb imatges de bisbes i màrtirs dels primers segles, realitzats per Charles-Laurent Maréchal.

La tribuna consta de tres absis poligonals que s'obren a una única gran sala central, el creuer, de planta octogonal i coberta per una cúpula. Al centre, sobre un altar, hi ha un presbiteri, amb l'altar major coronat per un ciborio de ferro colat daurat. A la base de la cúpula, hi ha quatre medallons pintats que representen als evangelistes, i són de William Bouguereau els frescs de la volta dels dos absis laterals, que representen escenes de la vida de Sant Joan Baptista (dreta) i escenes de la vida de Sant Agustín (en esquerra); aquests dos ambients també tenen un matroneu que els divideix en dos nivells, dels quals s'utilitza l'inferior com a capella, la de la dreta dedicada a San José i l'esquerra al Sagrat Cor de Jesús, amb l'estàtua del dedicatario dins d'un baldaquí sobre l'altar. La capella axial està dedicada a la Mare de Déu, amb una estàtua de marbre de la Verge amb el Nen de León Jaley.

Interior
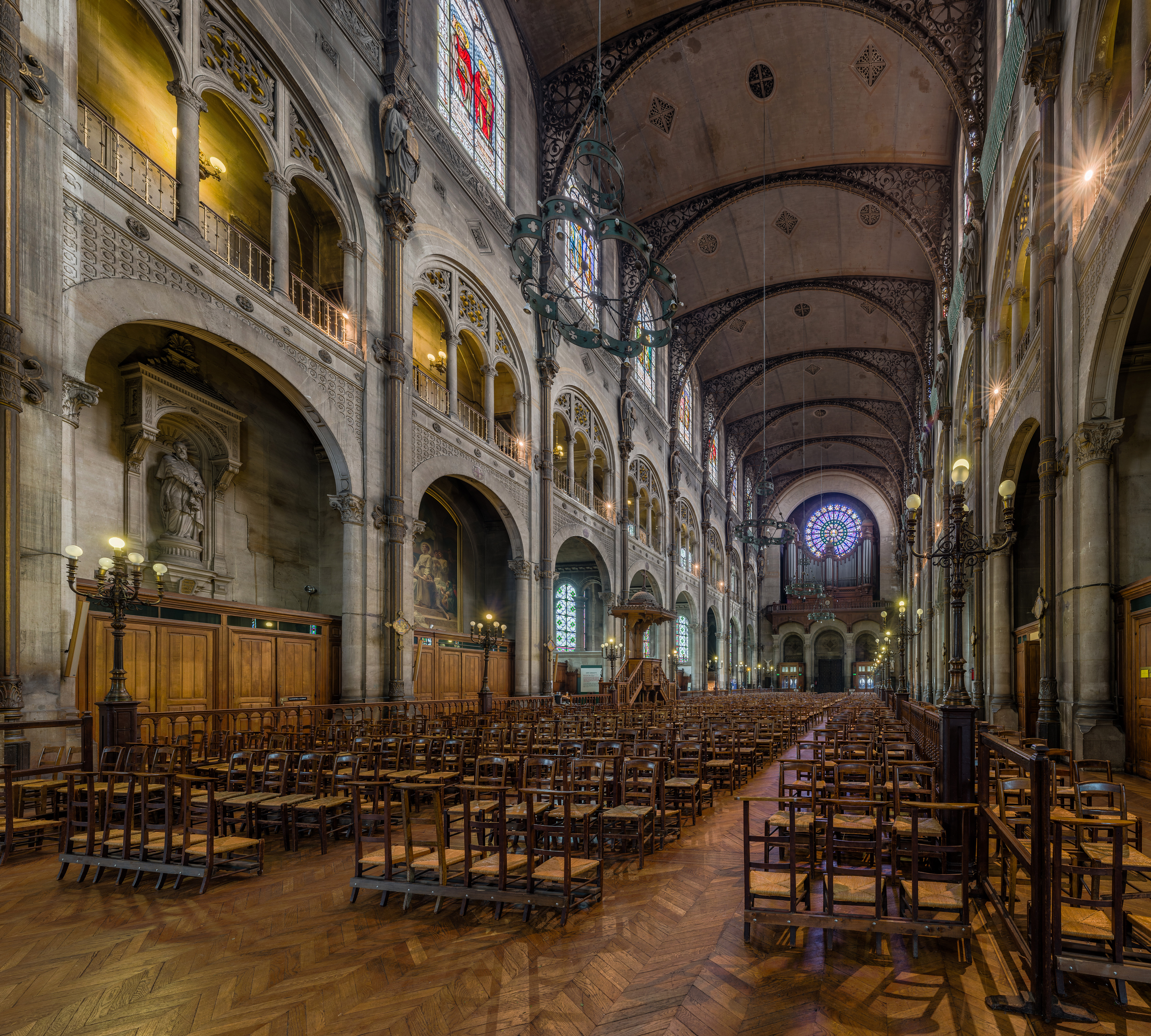
Interior cap a la contrafachada
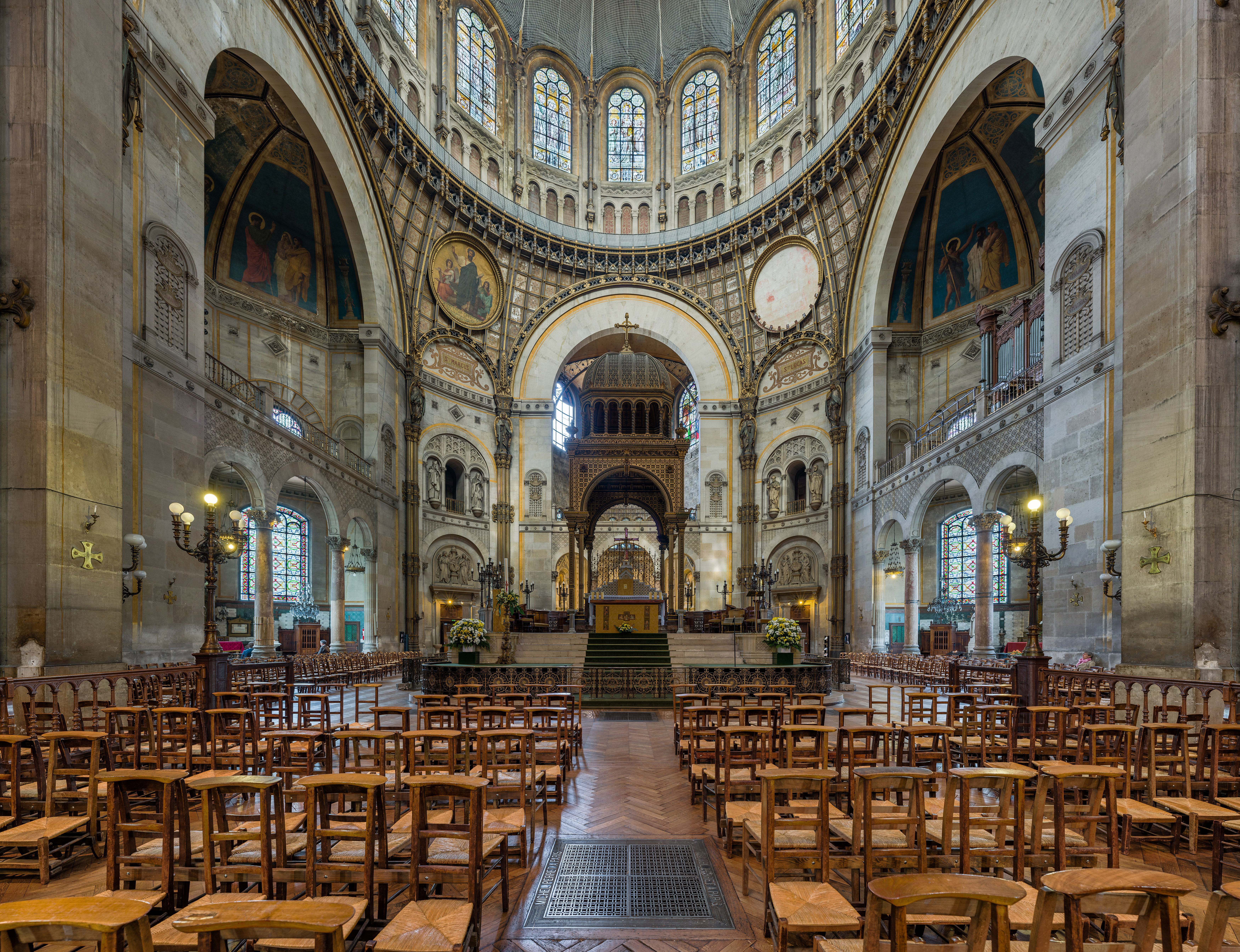
Interior de la tribuna
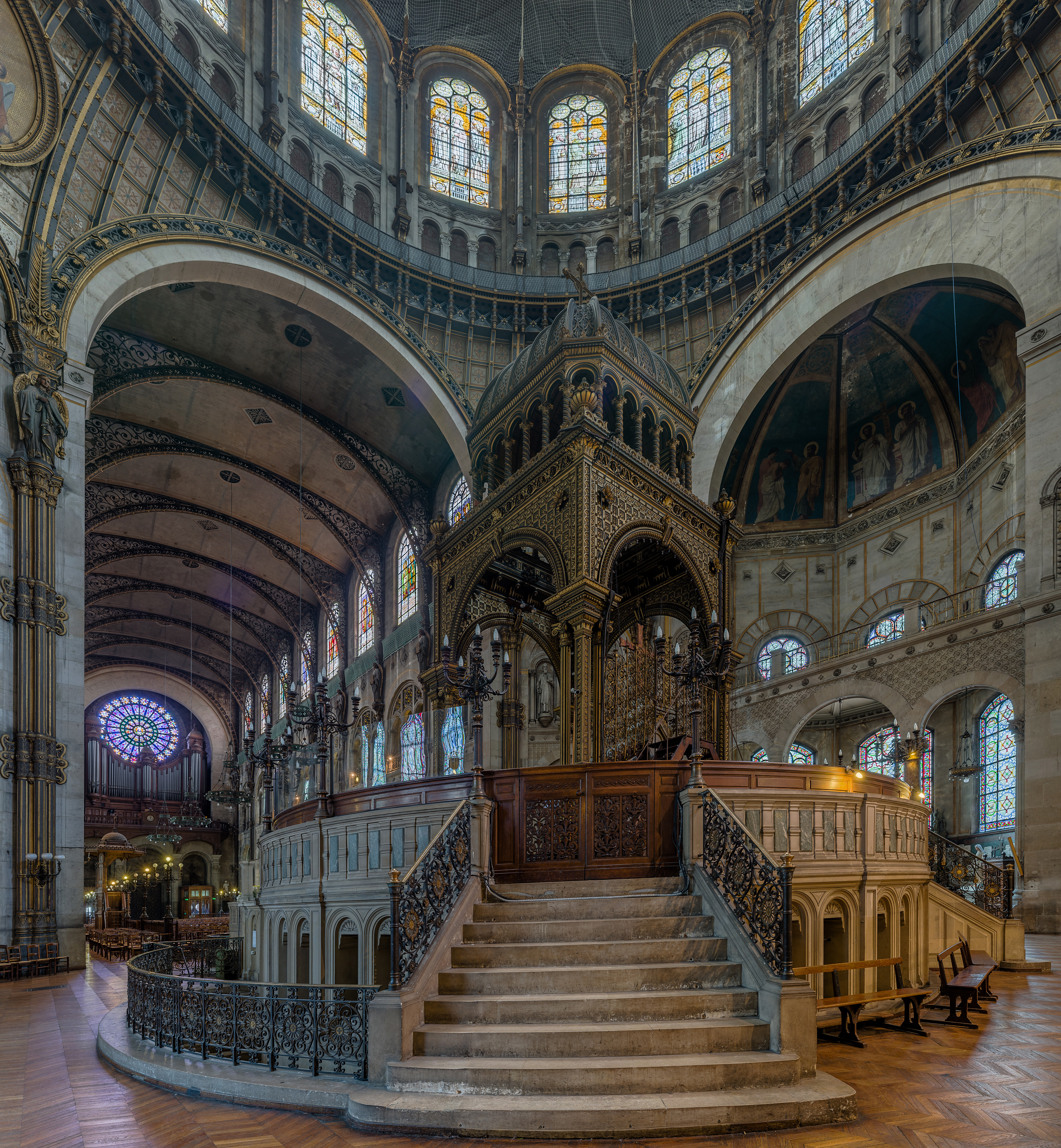
El ciborio
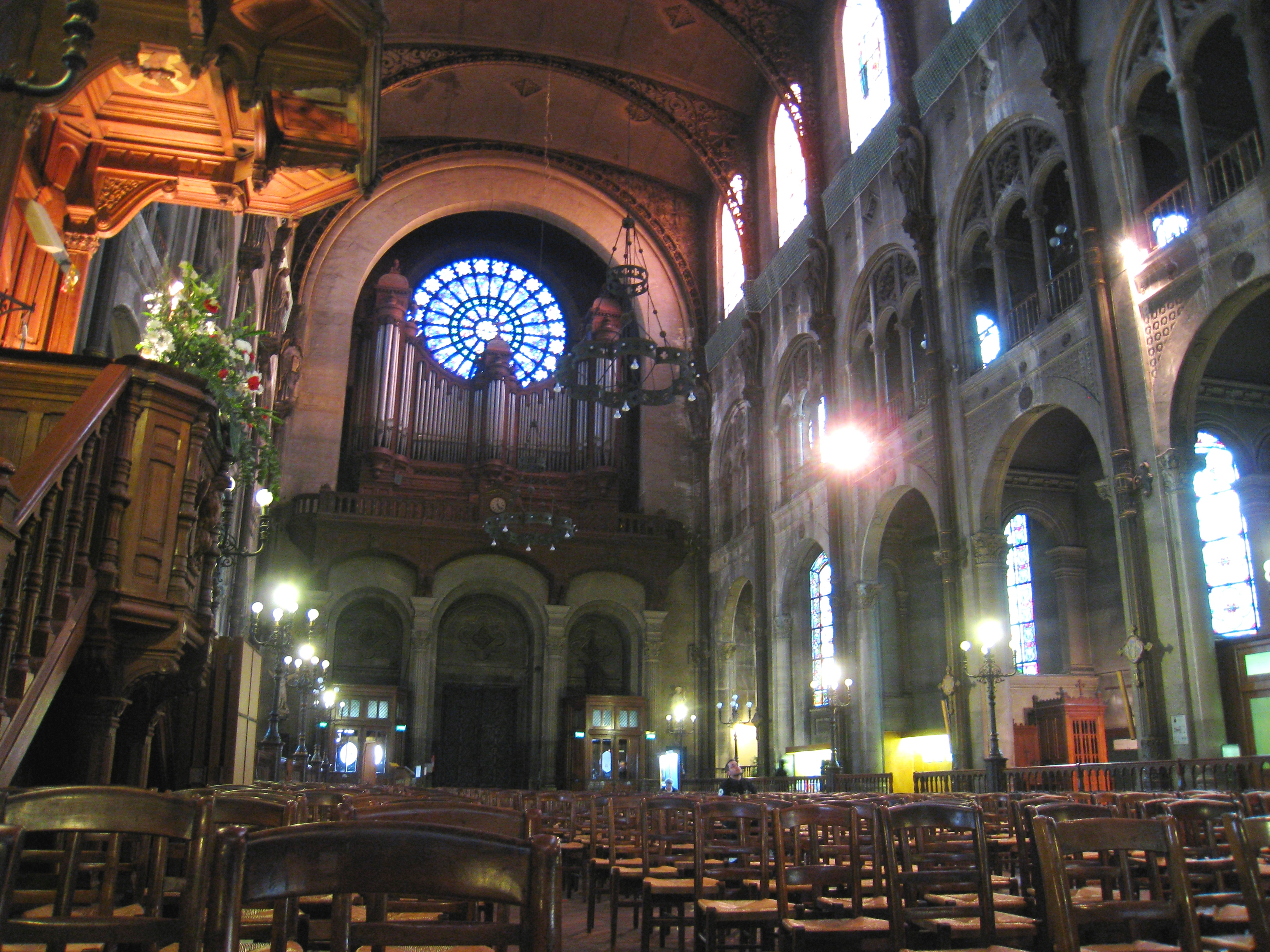
La nau i els grans òrgans
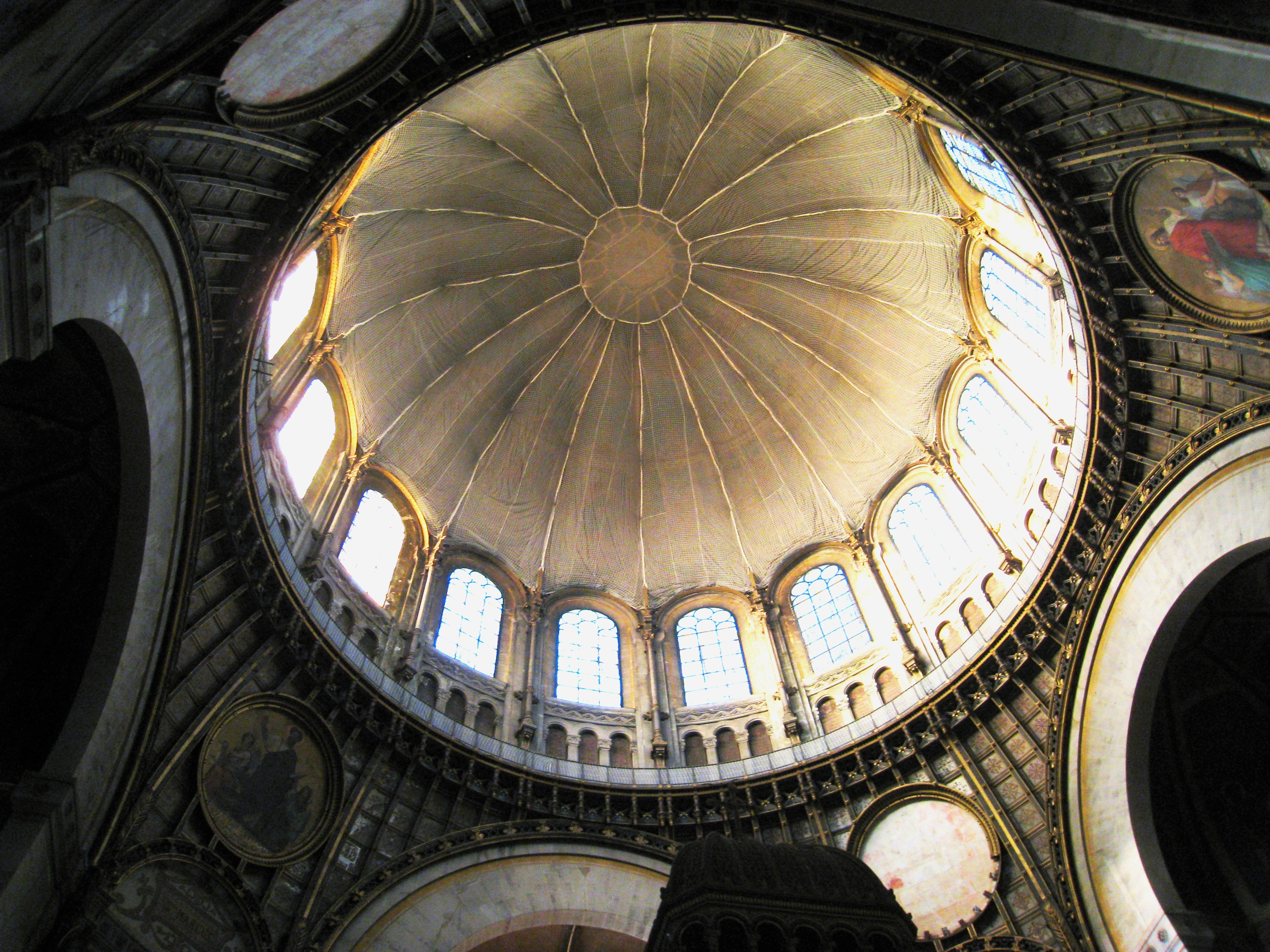
La cúpula vista des de l'interior (bâchée)

Les pintures de la nau són obra de Diogène Maillart: Li Baptême de Saint Augustin [El baptisme de Sant Agustí] i La Mort de Sainte Monique [La Mort de Santa Mónica].

Detalls del interior
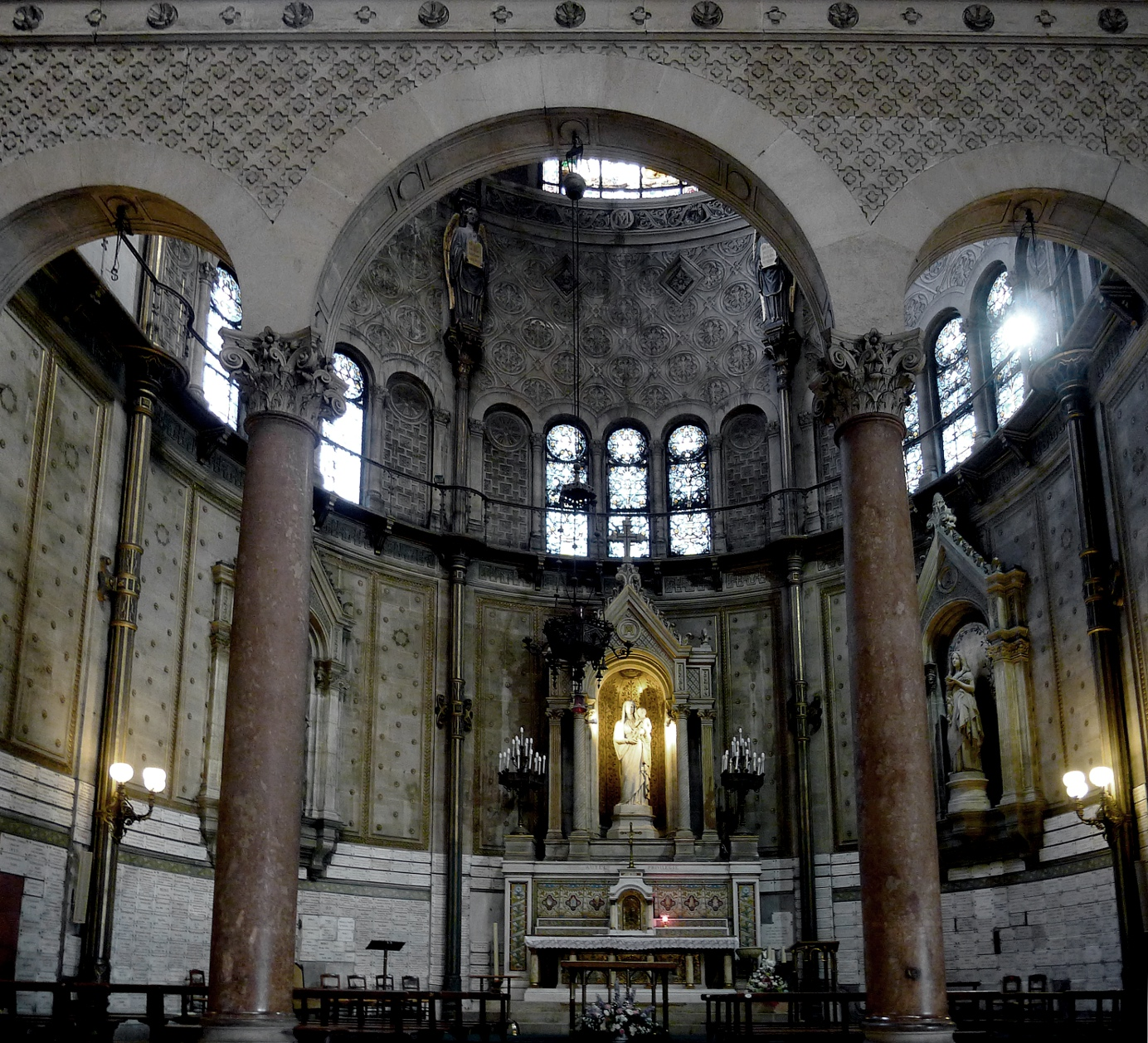
Capella axial de la Verge
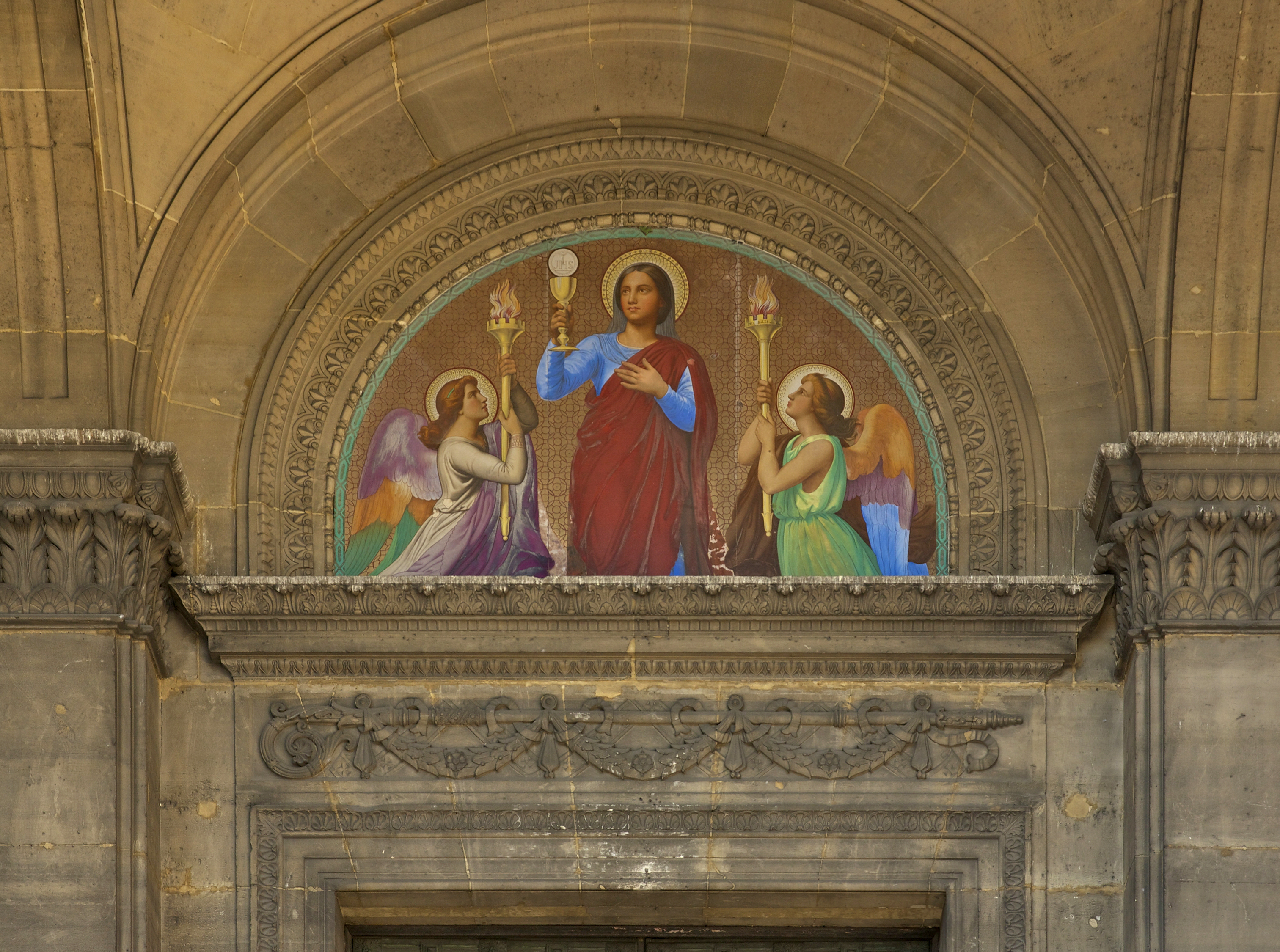
Fede (luneta del portal central)
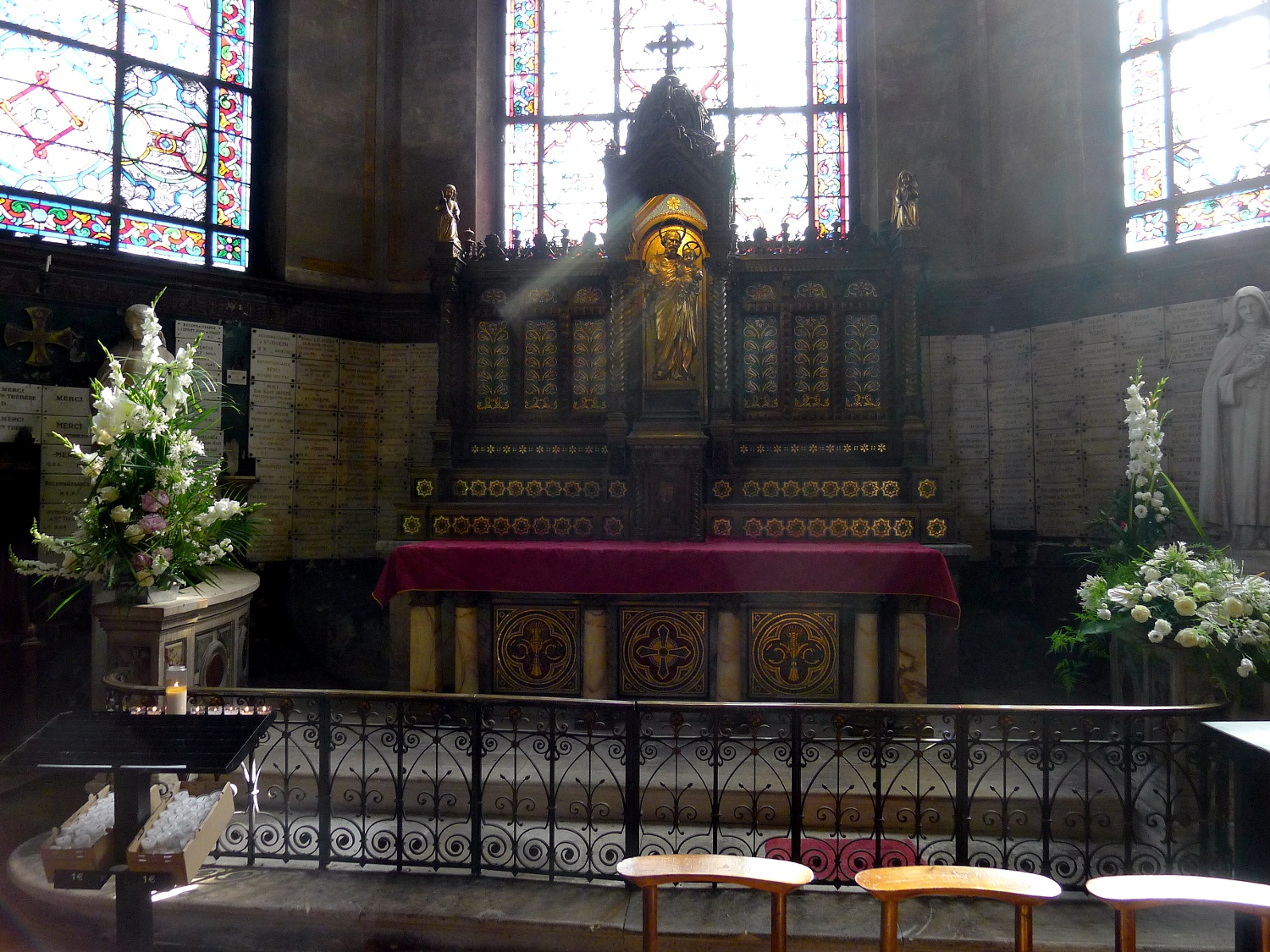
Capella de San José
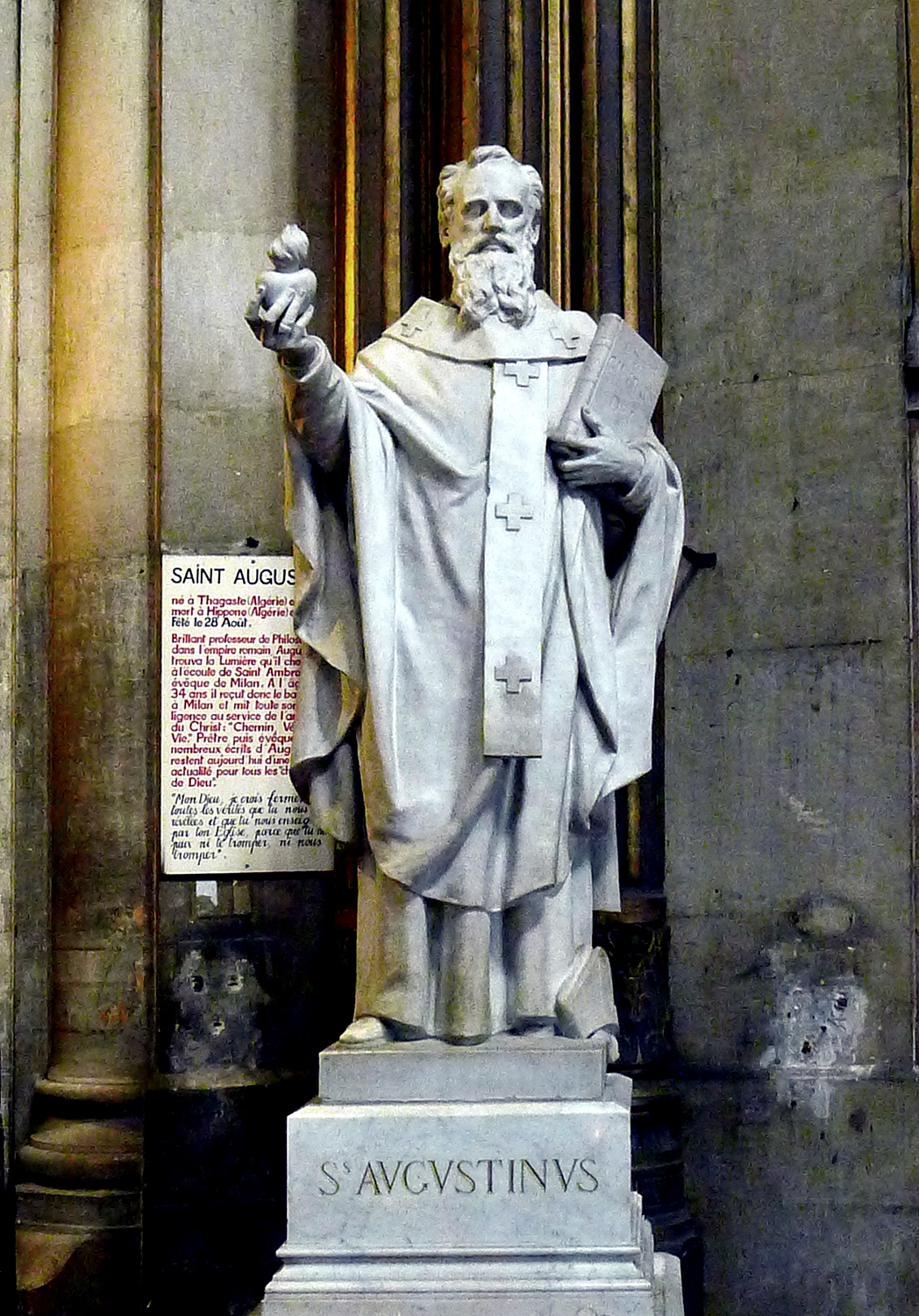
Estàtua de sant Agustín, obres de Jean-Marie Bonnassieux
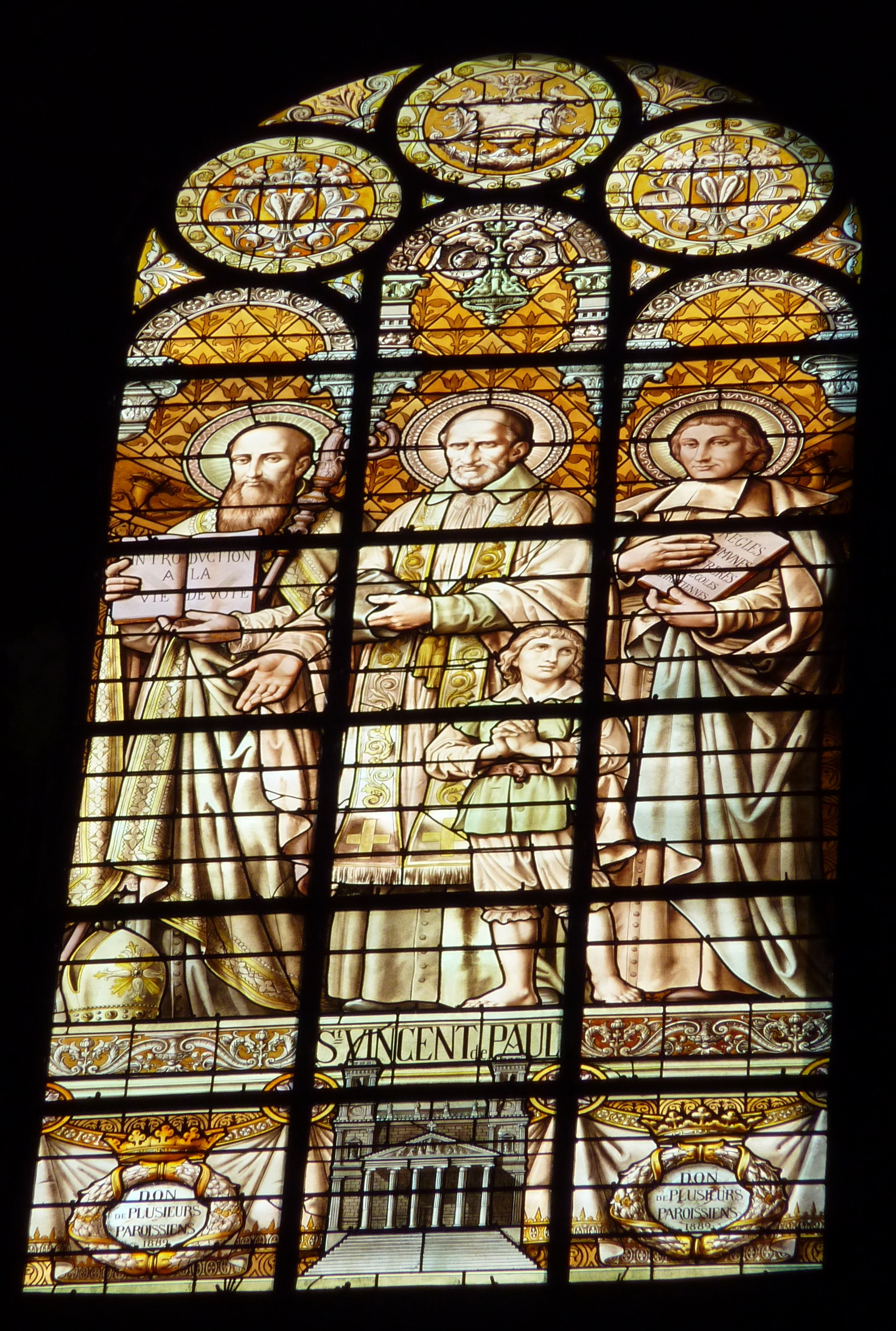
Sant Vincente de Paul
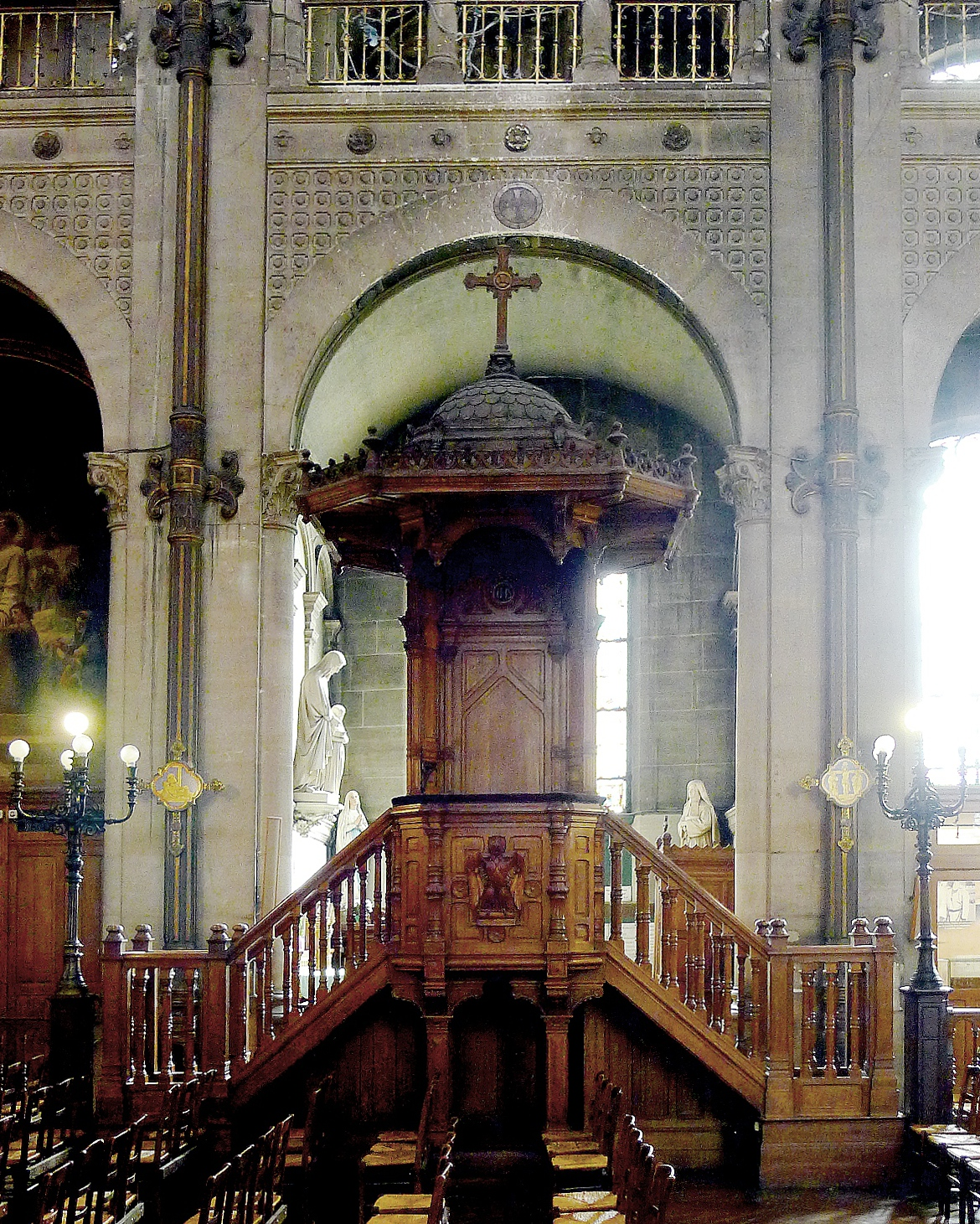
El púlpit

## Els orgues

### El gran orgue de la tribuna

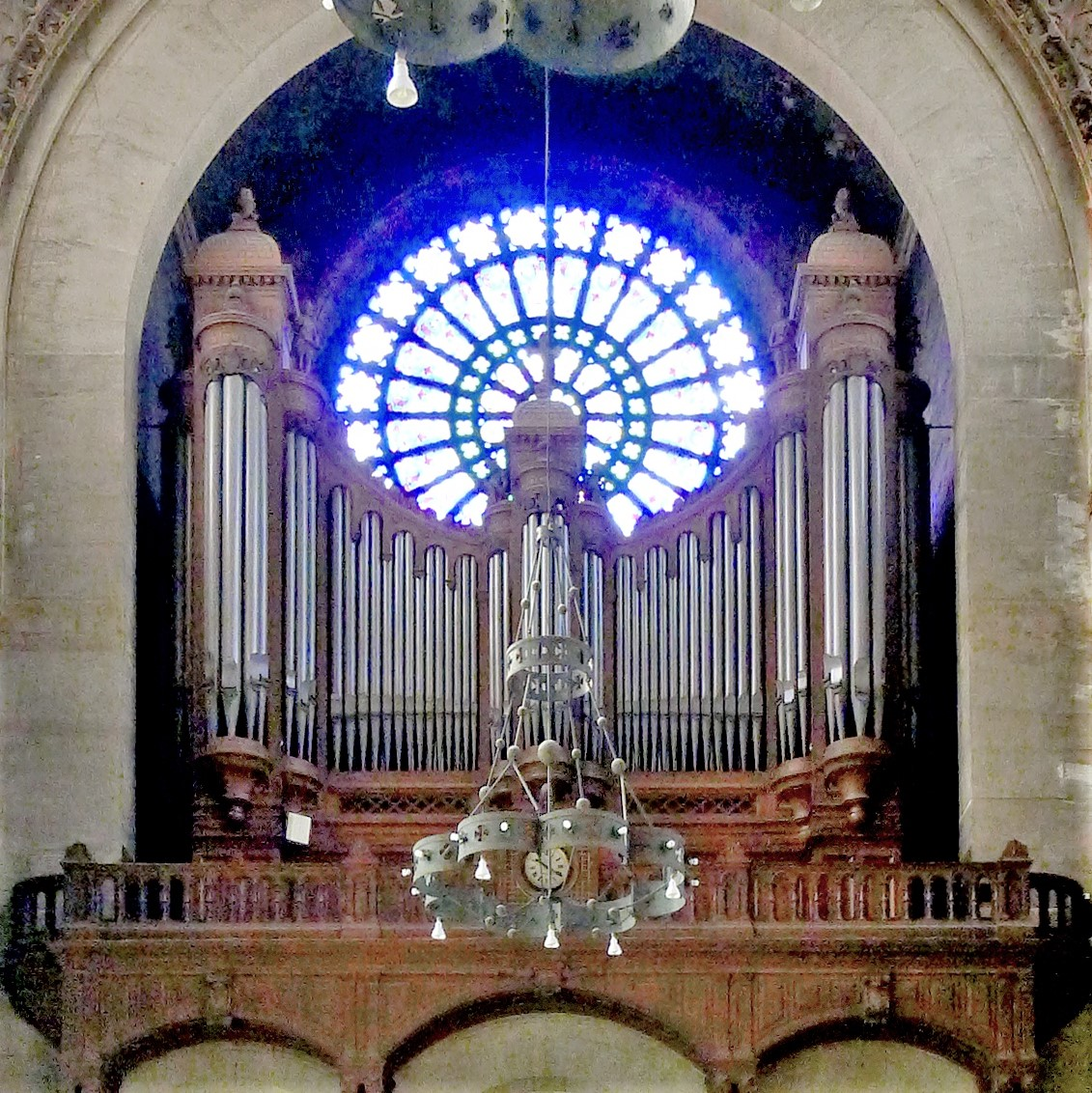
El gran orgue de la tribuna

Els grans orgues d'aquest magnífic edifici són obra del fabricant Charles Spackman Barker, famós al món de l'òrgan per la seva invenció de la «maquina Barker» que va revolucionar la manera de transmissió. Van ser construïts en 1867-1868 i es van inaugurar el dimecres, 17 de juny de 1868. Aquest orgue també va ser un dels primers a integrar l'electricitat. L'instrument va ser ampliat i/o restaurat per Cavaillé-Coll (1899), Beuchet-Debierre (1961) i Dargassies (1987).
- 3 teclats de 56 notes
- pedalier de 30 notes
- 54 jocs
- Transmissions mecàniques amb màquina Barker.

### L'orgue del cor

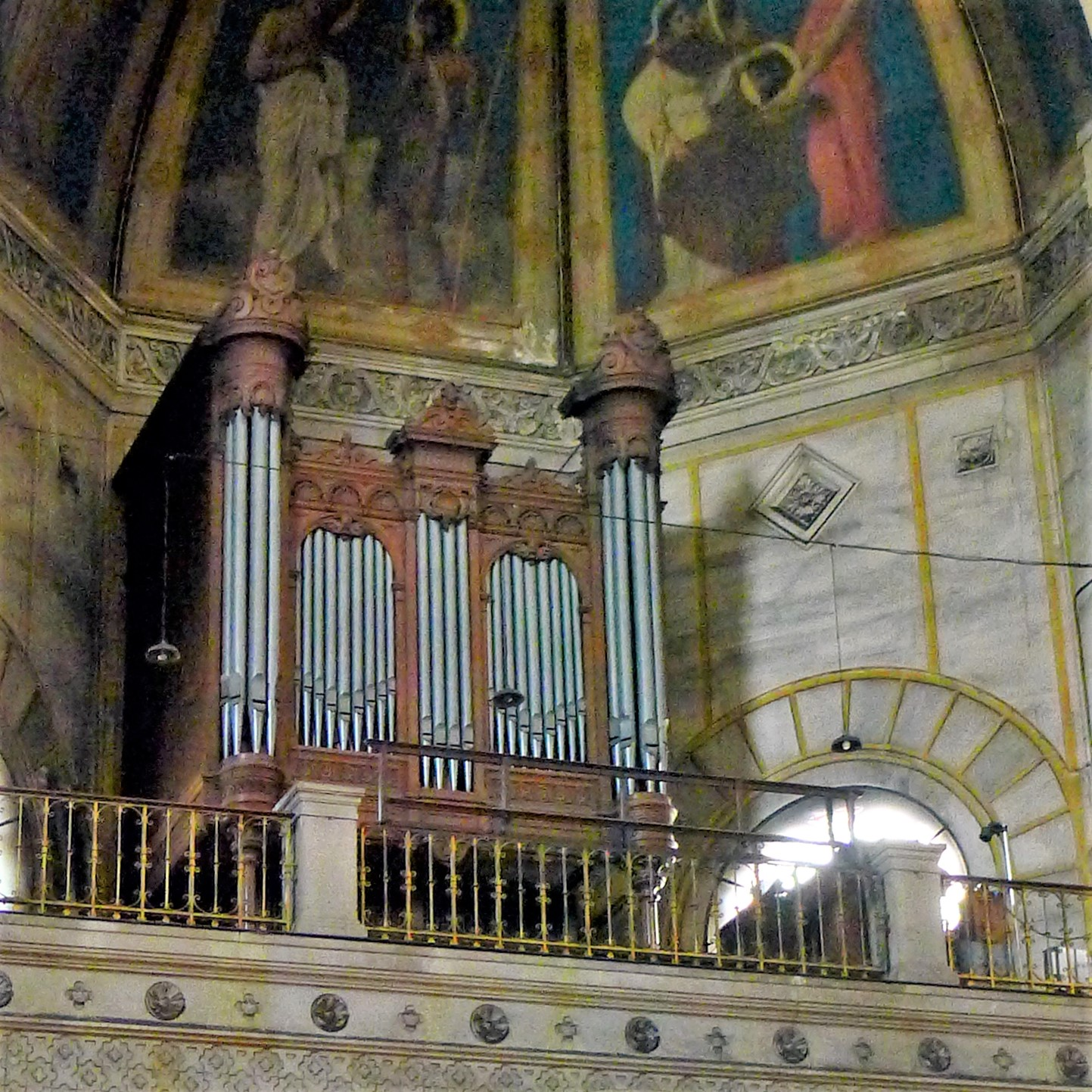
L'orgue del cor

L'orgue del cor és un Cavaillé-Coll-Mutin (1899);, posteriorment refet per Danion-Gonzalez (1973) - Dargassies (1983). Té 2 teclats de 61 notes i un pedalero de 32 notes, amb transmissions elèctriques i 30 jocs (21 reals).
Els organistes titulars de l'església han estat:
- 1863-1925: Eugène Gigout
- 1925-1930: Jean Huré
- 1930-1948: André Fleury
- 1949-1997: Suzanne Chaisemartin
- 1979-1997: M. Vaig pintar
- des de 1997: D. Matry
- des de 1997: C. Martin-Maéder